# Insignia amarilla

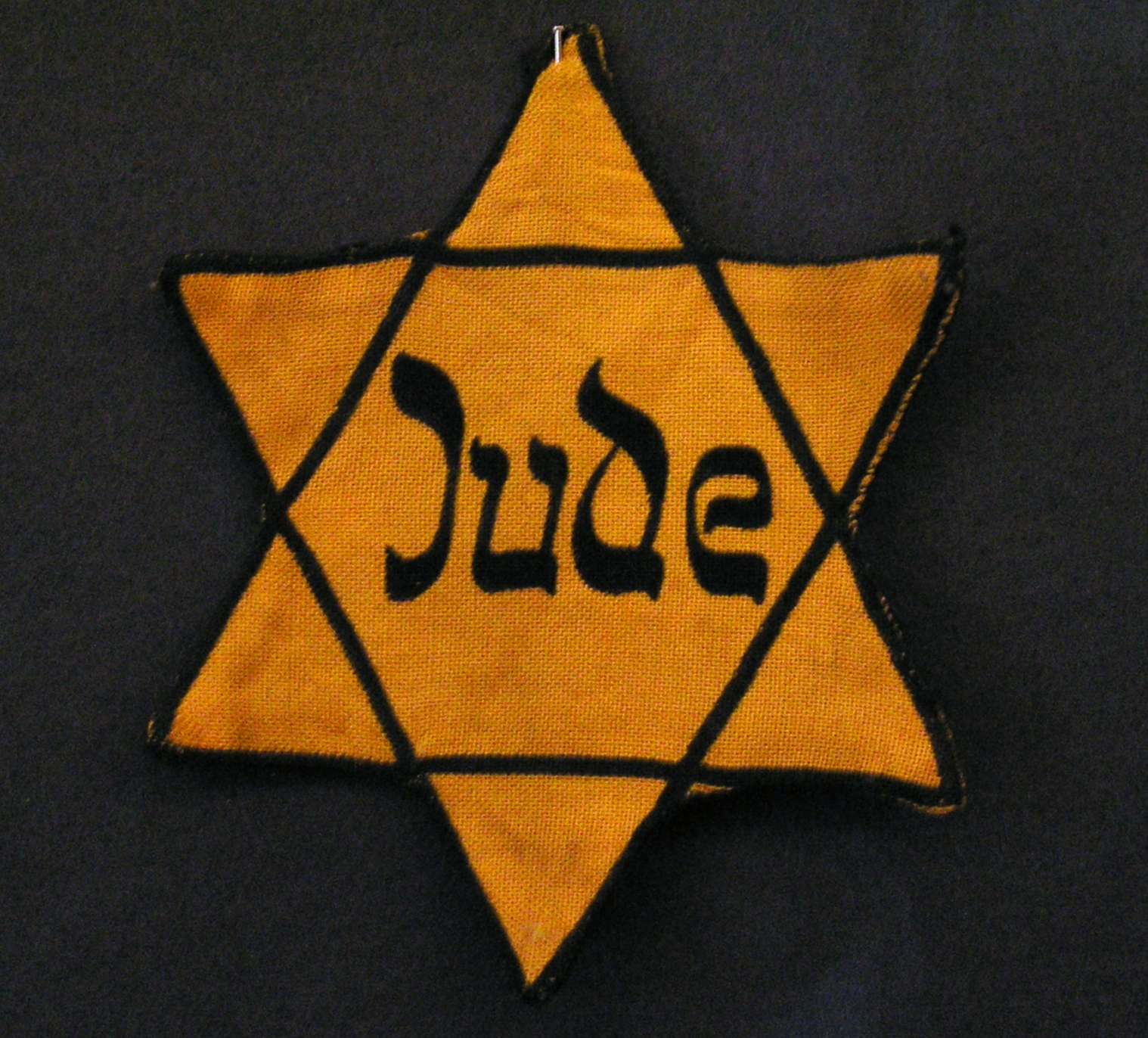
La estrella amarilla es un símbolo nazi, un hexagrama amarillo con caracteres pseudo-hebreos. Museo Judío de Westfalia, Dorsten.

La insignia amarilla o estrella amarilla es un trozo de tela concebido con fines segregacionistas y discriminatorios.
Entre 1941 y 1945 presentó la apariencia de una estrella de David sobre un fondo amarillo y con la palabra Jude ("judío") en Alemania nazi o Juif en la colaboracionista Francia de Vichy o Jood en la Holanda ocupada por los nazis. Algunas veces presenta solo una letra "J", otras llega a omitir tanto la palabra en cuestión como la letra con que la misma comienza.
Los caracteres empleados en la inscripción que figura en la insignia pretendían ser hebreos, pero de hecho son caracteres latinos, meros derivados imitativos de aquellos propios del alfabeto hebreo.
Entre 1939 y 1944, la insignia en cuestión tuvo variantes también en lo que respecta a su forma: no siempre fue la de un hexagrama regular, sino que a veces consistía en un mero parche de color intenso utilizado para marcar e identificar inmediatamente a los diferentes grupos de judíos europeos, con fines de segregación y discriminación, para controlarlos y deportarlos a los campos de exterminio masivo.
Se introdujo en 1939 en Polonia en forma de brazalete distintivo, en Alemania como estrella amarilla a partir del primero de septiembre de 1938; luego fue de uso obligatorio en el resto de la Europa ocupada por los nazis. Los judíos mayores de seis años de edad debían llevarla cosida a la ropa y de un modo siempre visible en todo momento que estuviesen en espacios públicos. Se pretendía que fuera una vergüenza ocasionada por el antisemitismo.
Históricamente, en países islámicos y cristianos hubo épocas en que leyes o decretos obligaban a los judíos a llevar insignias, sombreros u otras prendas de vestir, con el fin de distinguirlos y así segregarlos del resto de los miembros del grupo mayoritario del país.
Obligatoria hacia fines de la Edad Media desde que la impuso el IV Concilio de Letrán en 1215, la insignia amarilla fue reintroducida siete siglos más tarde por el nazismo, ante todo en Cracovia el 23 de noviembre de 1939, su uso volvió desde entonces a ser una vez más obligatorio para los miembros de todas las comunidades judías que se encontraban en Polonia y luego en Alemania o en los territorios europeos ocupados por los nazis hasta 1945.

## Segregación impuesta en Europa desde la Edad Media
La concepción de segregar y estigmatizar socialmente a grupos de dhimmis mediante empleo de insignias distintivas parte de un edicto establecido por el califa Omar II (682-720), quien la implementó imponiendo el uso obligatorio de insignias amarillas para los judíos y azules para los cristianos desde de 717 d. C.; más tarde fueron introducidas en Europa por el califa almohade Abu Yaqub Yusuf al-Mansur (1184-1199), quien se autoproclamó "Conquistador de España".
En 717, Omar II ordenó que todo aquel que no fuera musulmán debía exhibir distinción vestimentaria (llamada giyār—marca distintiva) y, aunque tal orden no siempre fue implementada, la misma fue reinstaurada por el califa Al-Mutawakkil (847–61). En 807, el califa abasida Harún Al-Raschid ordenó a los judíos utilizar un cinturón amarillo y un sombrero con forma cónica. En Sicilia, el gobernador sarraceno impuso la exhibición obligatoria de marcas azules con forma de cerdo para los cristianos y de marcas amarillas con forma de asnos para los judíos. Los judíos, además, fueron forzados a portar cintos amarillos y sombreros distintivos.
Tales insignias fueron a menudo, aunque no siempre, amarillas. A veces tenían el aspecto de un distintivo cosido sobre la ropa del individuo. Fue implementado como resultante del 68.º canon del IV Concilio de Letrán, que tuvo lugar en 1215 y con el propósito de segregar a los judíos de los cristianos para evitar uniones mixtas entre ellos.

En varias provincias, una diferencia en el vestir distingue a los judíos o los sarracenos de los cristianos; pero en otras, la confusión ha alcanzado tales proporciones que tal diferencia es prácticamente imperceptible. Debido a ello, ocurrió que cristianos mantuvieron equivocadamente relaciones sexuales con judías o sarracenas y judíos o sarracenos con cristianas. Para que el crimen de tamaña mezcla pecaminosa no encuentre evasión o refugio de aquí en más bajo el pretexto de equivocación, ordenamos que ellos [judíos y sarracenos] de ambos sexos sean, en todo territorio cristiano y en todo momento, públicamente diferenciados del resto de la población por la calidad de su ropaje, especialmente dado que esto ha sido ordenado por Moisés.

La alusión a la ley bíblica (Levítico 19]) y la inclusión del canon como parte de una serie de otras tantas regulaciones referentes a la condición de los judíos en Europa indican que el decreto iba especialmente dirigido contra los judíos, mas la implementación de lo estipulado por el concilio de 1215 varió en los países del occidente europeo tanto en la forma del signo distintivo como en la fecha que el mismo comenzó a ser exhibido públicamente. Más allá de exigir el uso de una insignia distintiva por parte de los judíos, el concilio de 1215 no especificó ni formatos ni colores.
En Italia, Francia y España el signo distintivo era amarillo o rojo.
En Francia, existía ya París en 1200, el Concilio de Narbona lo impuso oficialmente en 1227,  En 1269, los judíos fueron obligados a utilizar en su ropa,tanto delante como en la parte trasera, un paño amarillo llamado rouelle, rota o rotella, como marca de infamia. Durante el reinado de Juan, la rouelle era mitad roja y mitad blanca del tamaño de un sello real.  Se lo denominó rouelle (redondel) porque poseía forma circular semejante a una rueda o un disco; solía ser de color rojo, naranja, amarillo o blanco. Mientras que en ciertas regiones presentaba un solo color, en otras estaba dividido por una diagonal y comprendía dos colores. Los judíos no solo debían portarlo obligatoriamente sino que además debían pagar previo a ello sumas considerables para poder adquirirlo en donde los recaudadores de impuestos del tesoro de la Corona francesa. Es más, los judíos también debían abonar una suma anual por la insignia que debían portar y el circular fuera de regla los exponía a penalidades económicas aún mayores.
En Inglaterra la ley impuesta en 1222 establecía que el distintivo obligatorio presentase la forma de una banda blanca y fuera acompañado de un sombrero; a partir de 1275, una ley conocida como Statutum de Judeismo
ordenaba un distintivo en forma de Tablas de la Ley en color amarillo y que fuese exhibido a la altura del pecho y sobre lado izquierdo.
Entre 1228 y 1231 la obligación por parte de los judíos de portar el redondel amarillo es proclamada en España. Pero la aplicación de ello fue parcial e intermitente, especialmente debido a las amenazas de los judíos castellanos de abandonar el país en caso de que el distintivo discriminatorio se impusiera por la fuerza, por lo que la aplicación de la insignia finalmente no tuvo lugar. Casi 200 años más tarde, al ser reinstaurada la orden por Benedicto XIII en 1415, los judíos de Castilla rehúsan obedecer tal disposición y parte de ellos emigra hacia países musulmanes.
En 1269, Luis IX de Francia ordena que todos los judíos porten una insignia circular en el pecho y otra en la espalda desde los 14 años de edad en adelante.
También veces el signo distintivo podía presentar la forma de un sombrero de apariencia singular. Este último fue amarillo y de uso obligatorio para los judíos del Estado Pontificio y de Alemania, aparentemente ya desde el siglo XII, mas oficialmente a partir del decreto eclesiástico de Vienne (Francia) de 1267.
Lejos de ser meros distintivos, las insignias mencionadas funcionaron como verdaderas "marcas de vergüenza", segregando a quienes las portaban, estigmatizándolos socialmente y exponiéndolos al desprecio o eventual humillación en público.
En 1415 los judíos de Murviedro, Valencia, obtuvieron del rey Alfonso V de Aragón el derecho a no portar insignia distintiva ninguna.
Durante los siglos XV y XVI poseía la forma de un anillo amarillo Suiza, Austria y Alemania.
En 1516, a partir de la creación del gueto de Venecia, los judíos fueron obligados a portar la insignia distintiva roja y además un sombrero rojo, pero el sombrero terminó por reemplazar al distintivo. En 1528, debido a su aporte y contribuciones en materia de traducciones y medicina, el italiano —mas aparentemente oriundo de Tortosa— Jacob ben Samuel Mantino fue eximido de portar el sombrero rojo en Venecia por el Consejo de los Diez y, a partir de 1534, se desempeñó como médico personal del papa Pablo III.
Aunque en Persia había caído en desuso por tiempo considerable, la insignia distintiva redonda fue reinstaurada en Teherán en 1897.

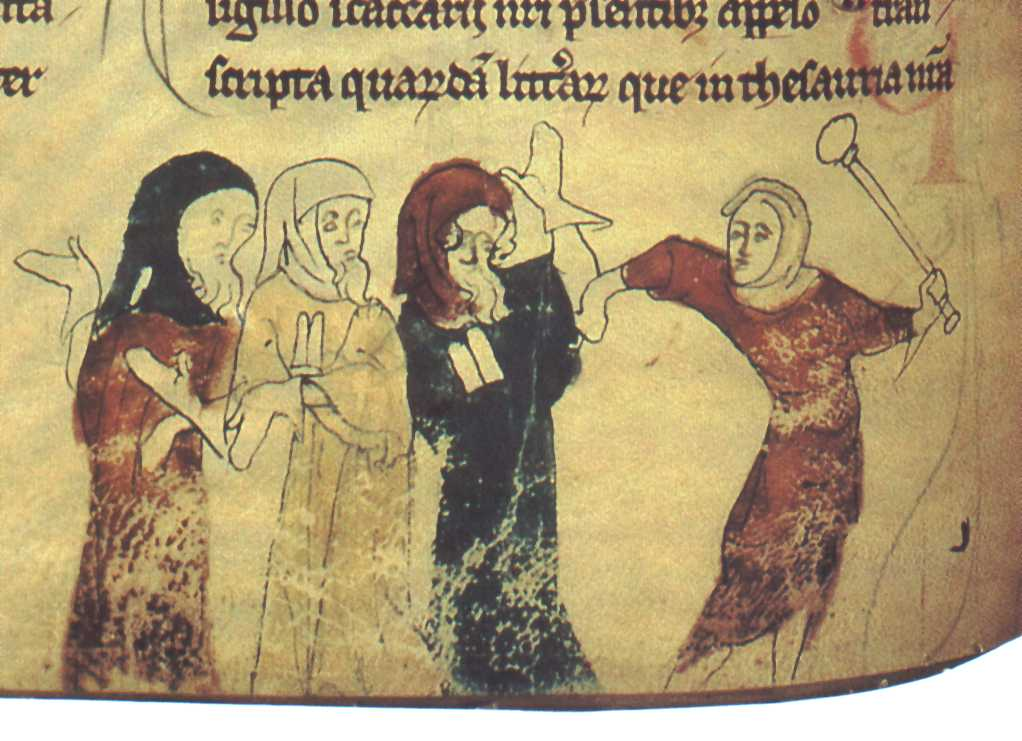
Inglaterra. Mateo de París, Escena de persecución, c. 1230-50. Biblioteca Británica, Ms. Cotton Nero D.I., folio 183v.
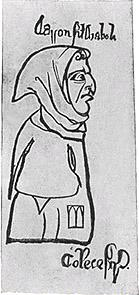
Caricatura inglesa de un judío medieval, 1277. Inscripción: "Arón, hijo del diablo". Public Record Office, Londres
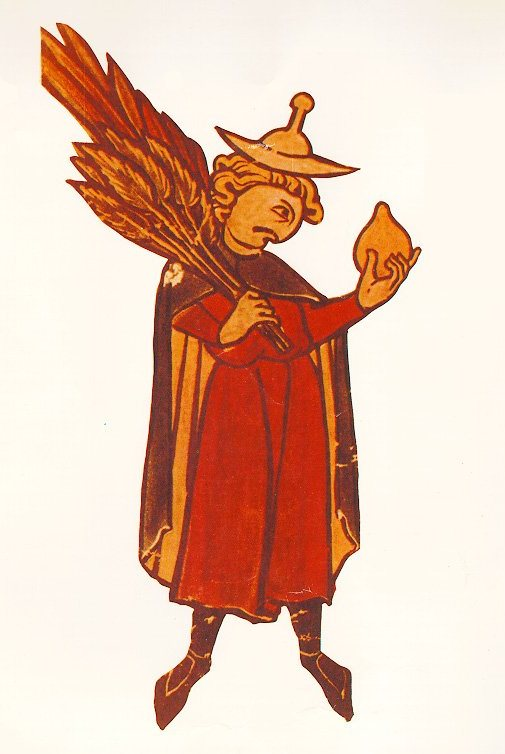
Majzor de Leipzig, Ms. hebreo, c. 1320.
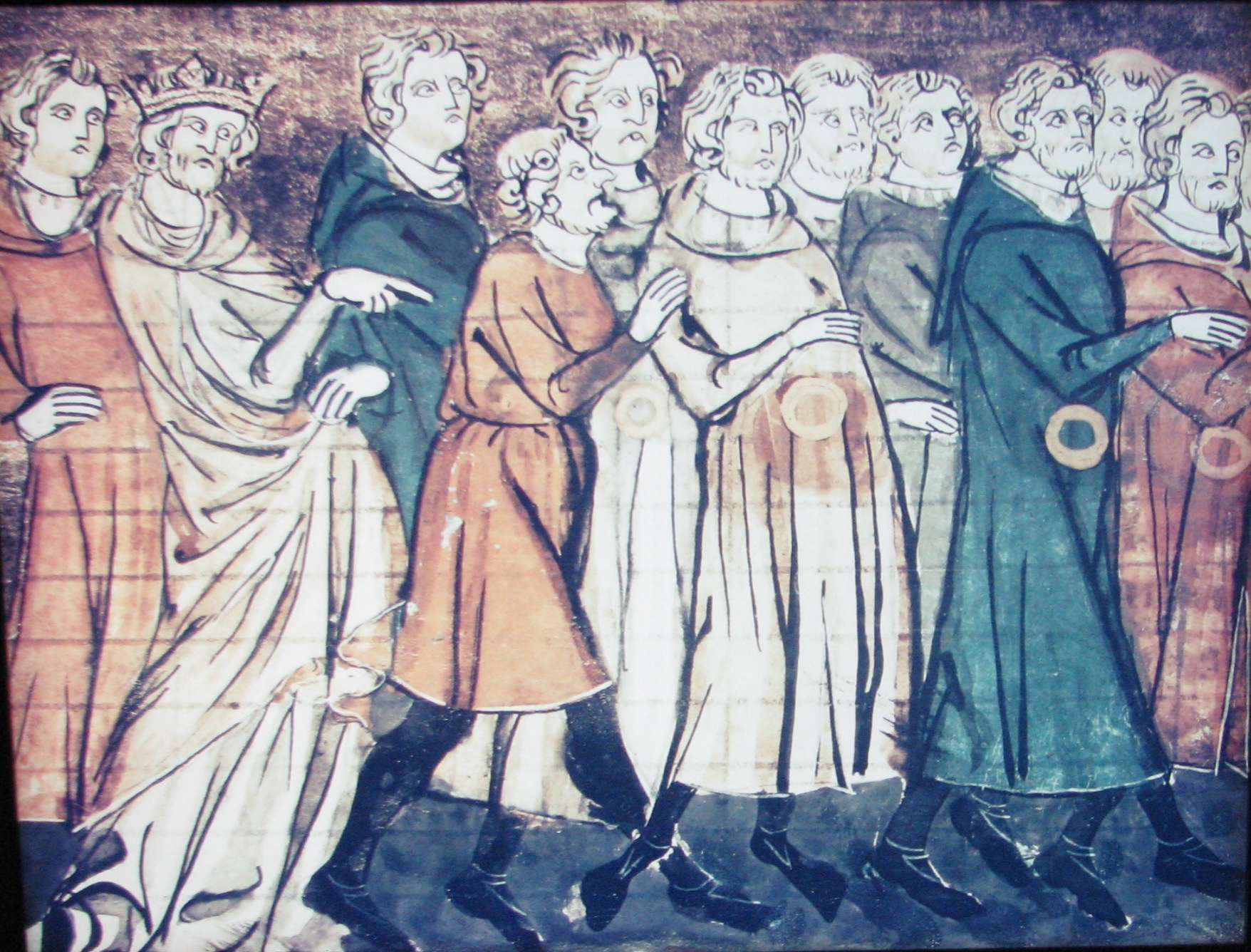
Expulsión de los judíos de Francia (1182), Grandes Chroniques de France, 1342. Museo del Pueblo Judío, Tel Aviv
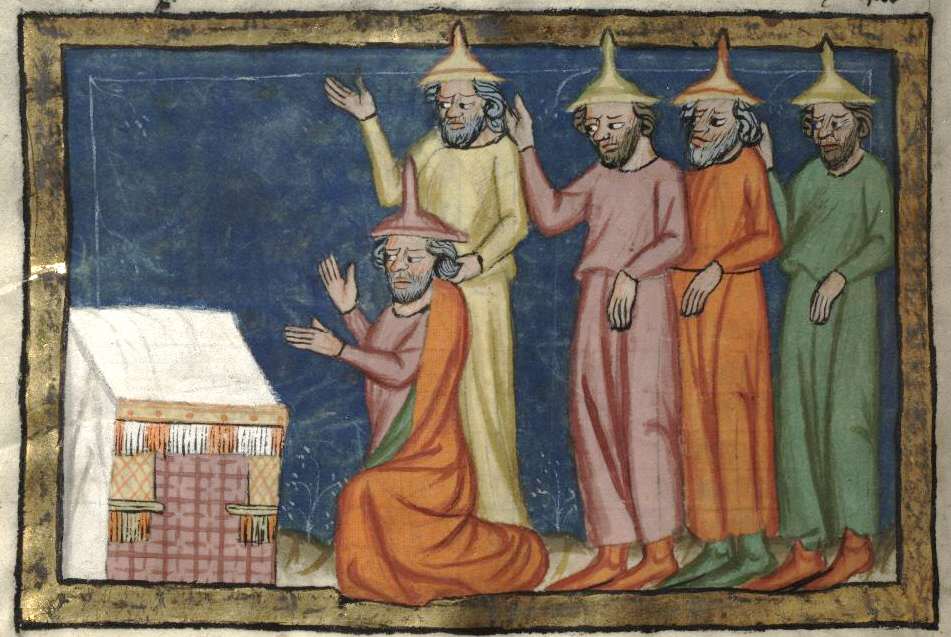
Rudolf von Ems, Crónica del Mundo, Praga, c. 1350-1375.
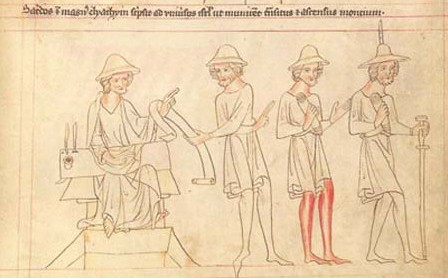
Biblia Velislavova, siglo XIV, fol. 121r
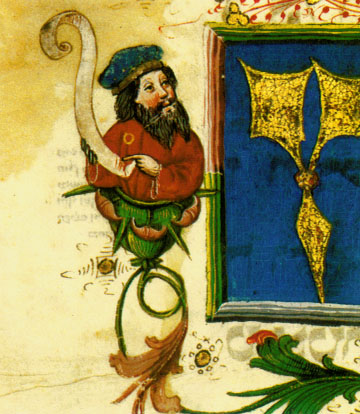
Judío alemán portando el anillo amarillo. Libro de oraciones para Pésaj, manuscrito hebreo, c. 1460-1476. Londres, Biblioteca Británica, Ms. Add. 14762
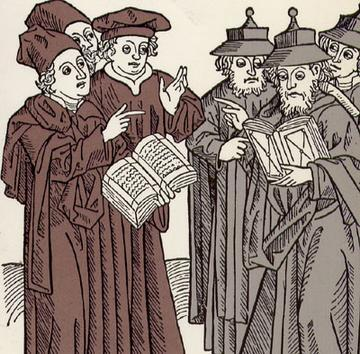
Disputa entre teólogos cristianos y teólogos judíos, Alemania, 1483
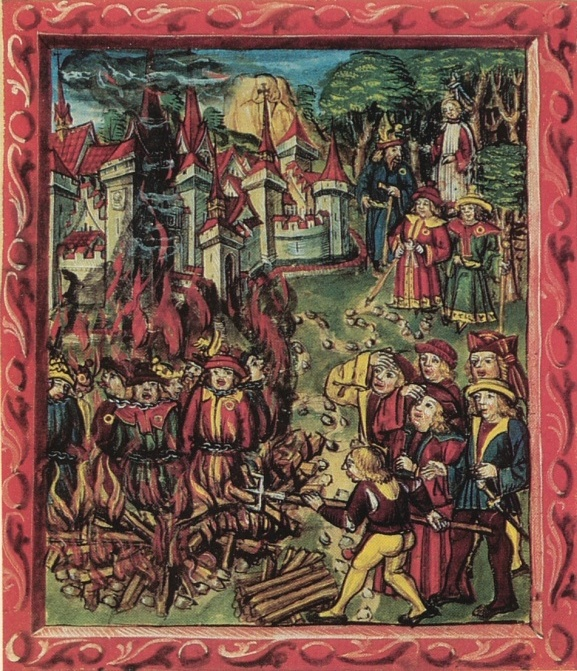
Diebold Schilling el Joven, Grupo de judíos alemanes en la hoguera (1348 o 1422), Crónica de Lucerna (Luzernerchronik), Suiza, 1513. Burgerbibliothek, Lucerna.
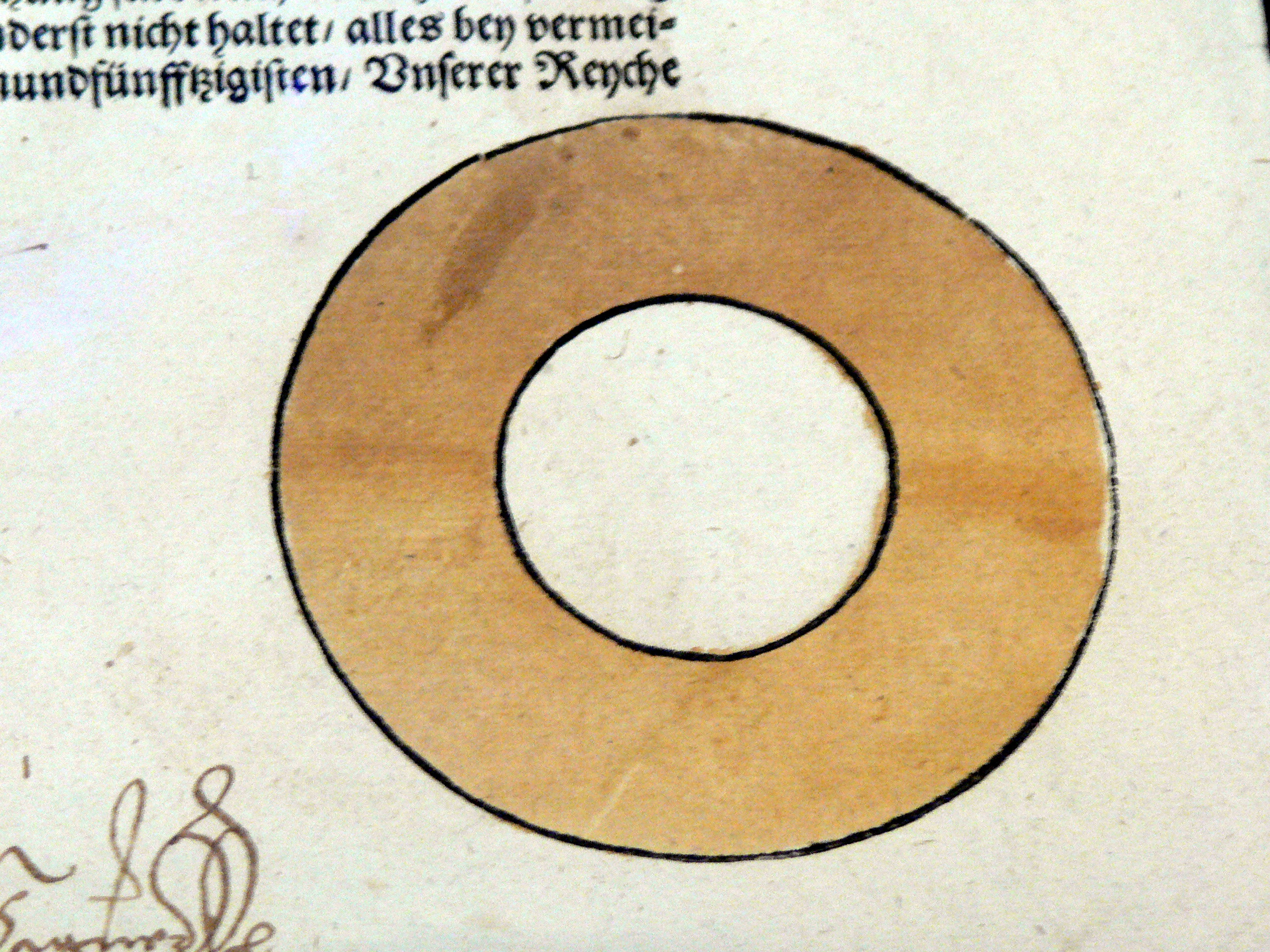
Austria, 1551
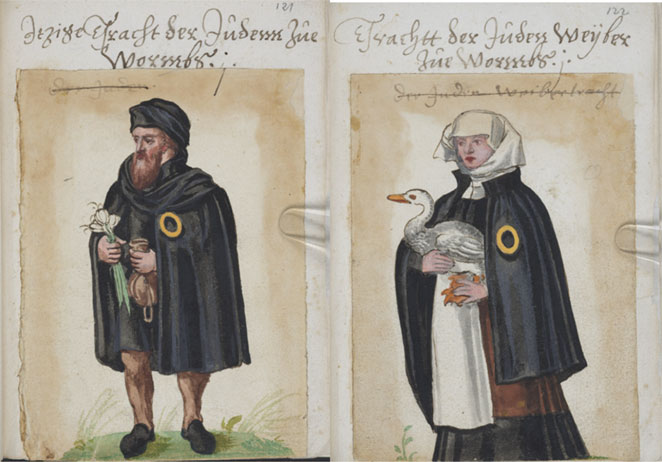
Alemania. Pareja judía de Worms, siglo XVI.
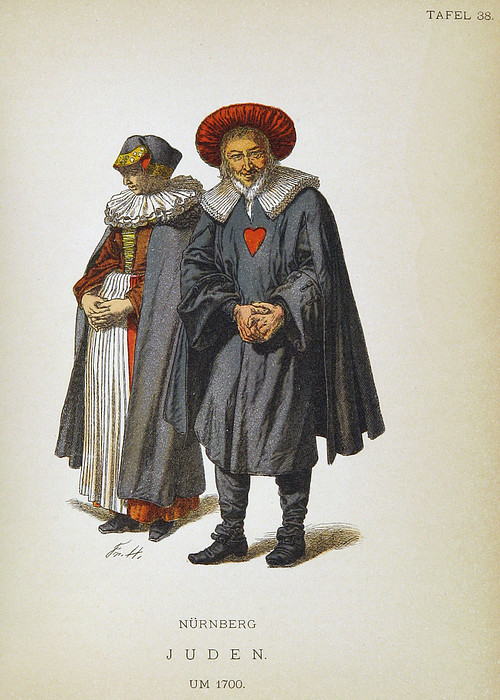
Pareja judía de Núremberg, 1700.

## Color y significado

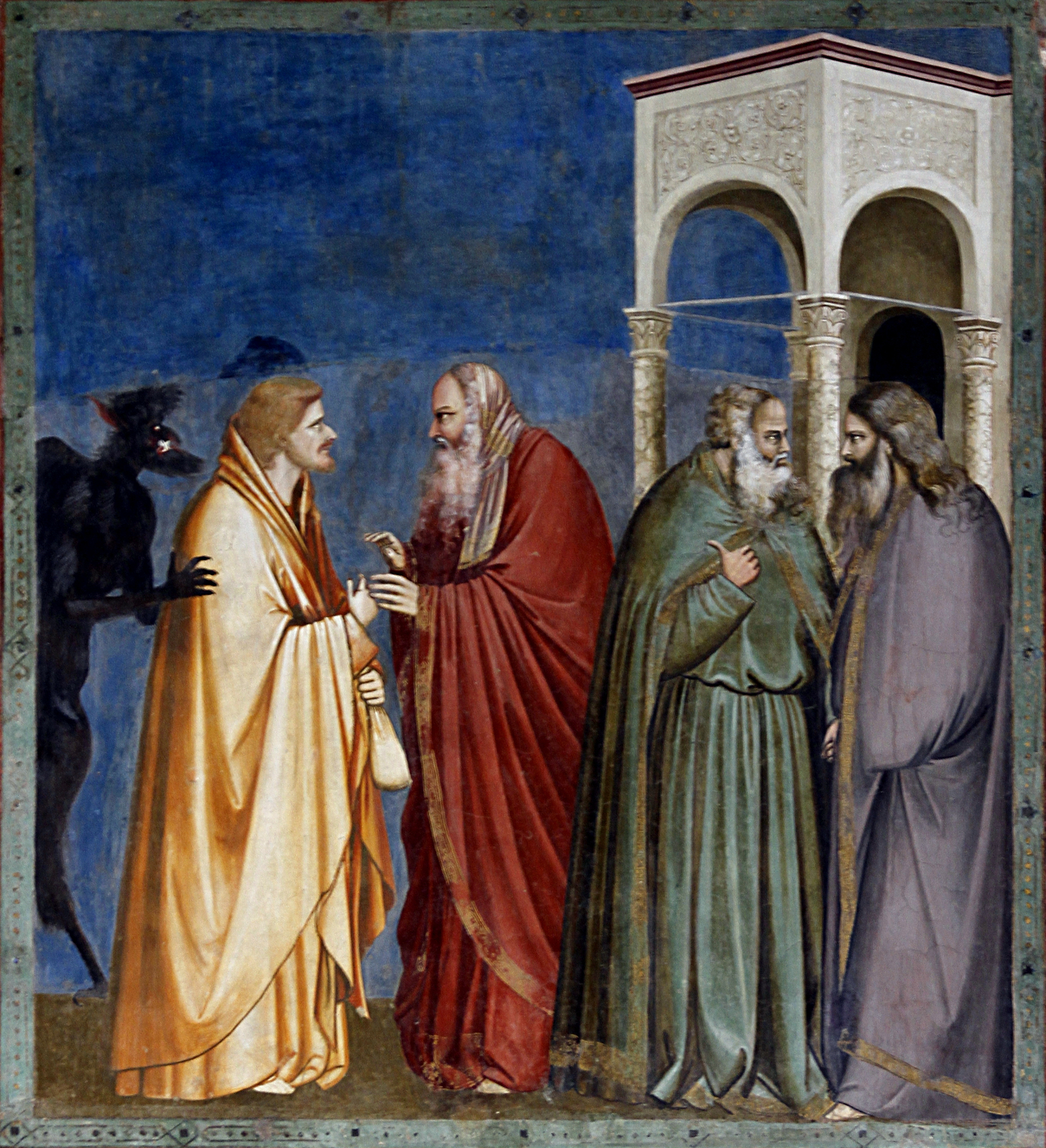
Judas Iscariote recibiendo la paga por la Traición. Fresco de Giotto di Bondone, c. 1305. Capilla Scrovegni, Padua.

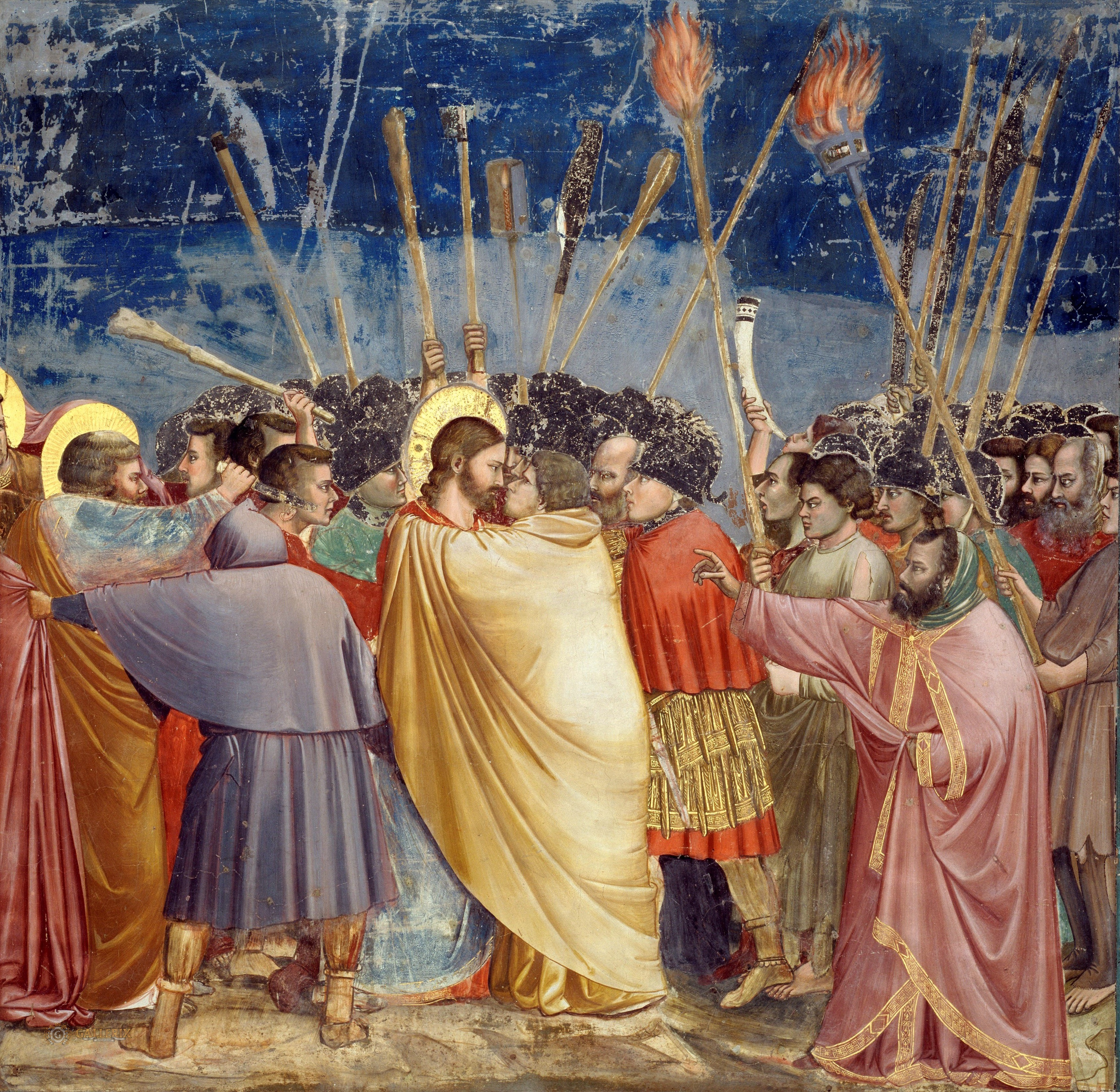
El beso de Judas (Giotto).

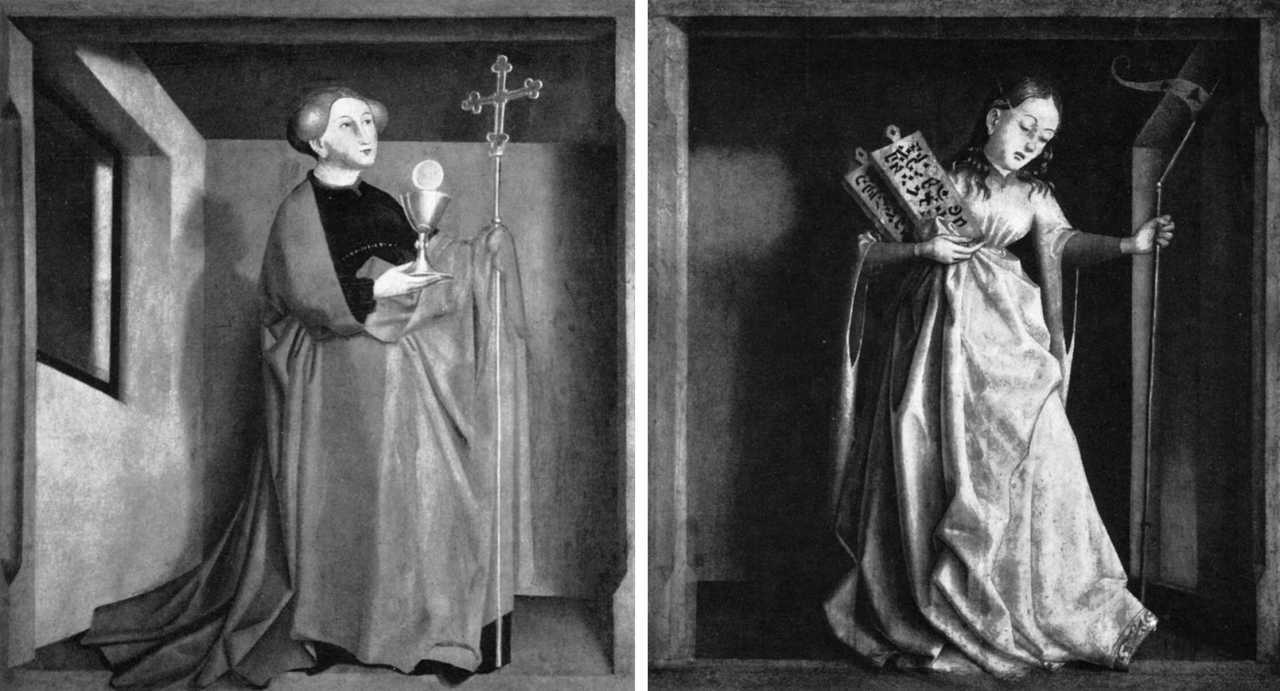
Konrad Witz, Ecclesia et Synagoga, óleo sobre tablas, 1435-38. Kunstmuseum, Basilea.

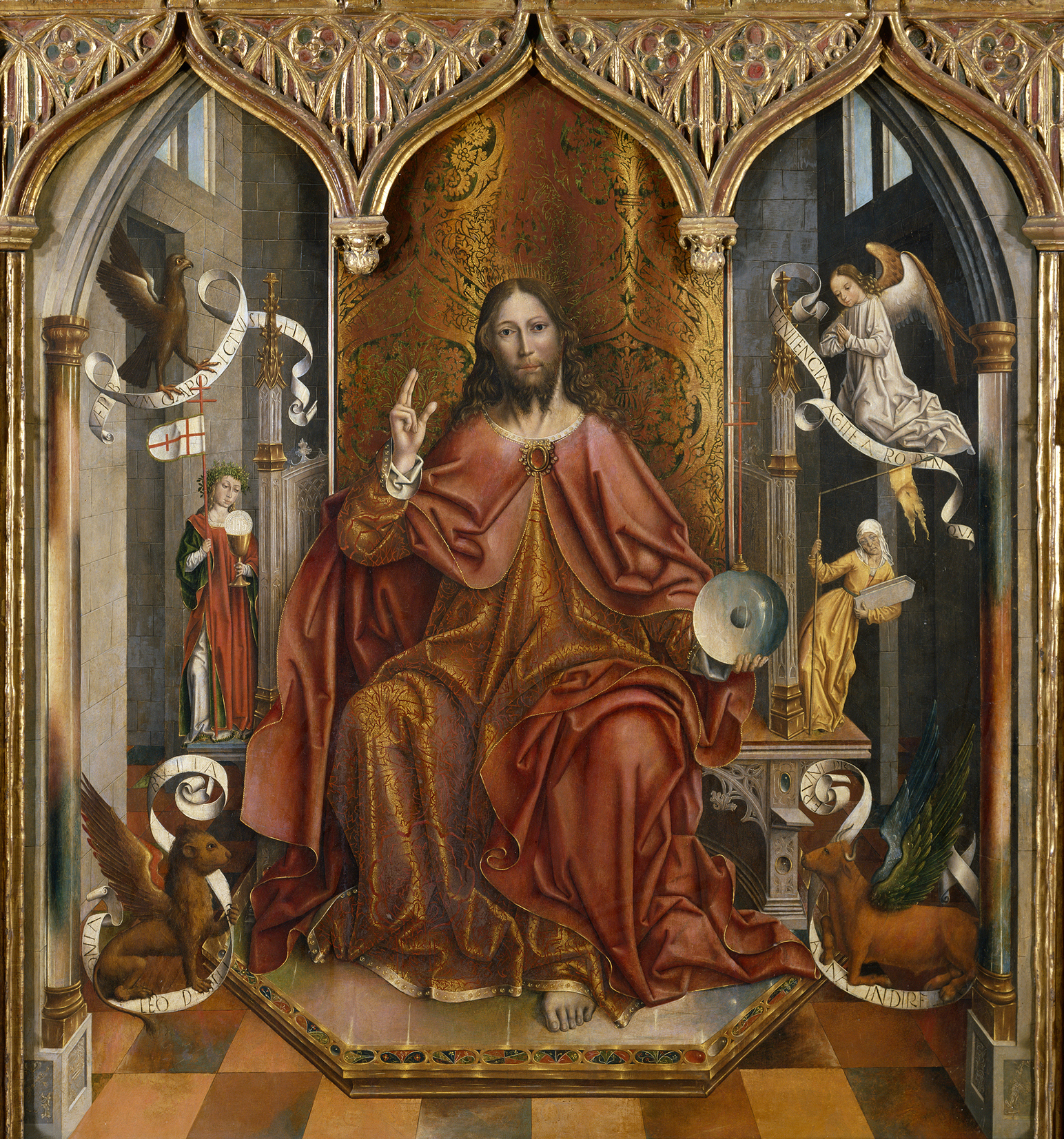
Fernando Gallego, Cristo bendiciendo (con Ecclesia et Synagoga), 1492. Museo del Prado, Madrid.

Para la teología eclesiástica medieval, el color amarillo simbolizaba la noción de traición. Iconográficamente, Judas Iscariote fue algunas veces representado con atuendos amarillos. Algo semejante aparentemente ocurrió con los judíos.
Hacia fines de la Edad Media, el color amarillo es asociado con las ideas de caos y desorden, e incluso con la tontería y el absurdo: a los bufones de la corte y los locos se los viste de amarillo.
El amarillo, por otra parte, es asociado entonces con Lucifer, el azufre y los traidores. E, irónicamente, también se emplea para con los maridos engañados, si bien originalmente señalaba a quien engañaba.
Con todo, según Nadia Julien, los colores aluden siempre a la vida y el amarillo en particular, sostiene, simboliza la luz. Su aspecto negativo se manifiesta en ser simbólico de la inconstancia, los celos, las pasiones depravadas, el adulterio, la culpabilidad y la traición. Julien escribe que en varios países los judíos debieron portar ropajes amarillos a causa de que se los asociaba con Iscariote. A pesar de ello, agrega, el amarillo es el color de la intuición y simboliza la capacidad de renovación y la audacia.
Udo Becker explica que, en las culturas populares europeas, el amarillo es simbólico de la envidia y la arrogancia. En la Edad Media, era un color asociado con la desgracia, agrega Becker, y ello era puesto de manifiesto a través del color de vestimenta que se les imponía a los judíos.
En la historia del arte, Judas Iscariote fue representado vistiendo atuendos de colores muy variados. En Las muy ricas horas del duque de Berry, donde aparece colgado, lleva una túnica rosada con algunos matices en naranja; en una miniatura de Jean Fouquet, donde también se lo ve ahorcado, viste ropajes color marrón-rojizo; en dos escenas pintadas por Duccio di Buoninsegna está vestido de verde y naranja o porta un manto verde oscuro; en una pintura italiana del siglo XV que lo muestra dándole el beso a Jesús, su vestimenta es marrón oscuro y naranja; en otra con la misma escena, pero realizada en México en el siglo XVIII, lleva un atuendo naranja. Existen además dos casos en los que Judas presenta ropaje amarillo. Uno es una poco conocida imagen con El beso de Judas, realizada hacia 1480-90, y que pertenece a en una iglesia en Toruń, Polonia. El otro es sumamente conocido: el Judas pintado por Giotto en los frescos la Capilla Scrovegni en Padua hacia 1305. Allí, en las escenas donde recibe las 30 piezas de plata y traiciona a Jesús, Iscariote presenta un prominente manto amarillo. Aparentemente, el color dominante del motivo representado por Giotto fue asociado en particular con los judíos, siendo éstos entendidos como conjunto mediante el uso de una lógica inductiva y la generalización.
Semejante es la condición de la alegoría conocida como "Sinagoga" (en latín, Synagoga), doncella que, según la teología eclesiástica, representa la "Antigua" Ley (Mosaica), trascendida por la Iglesia a través del Cristo; como alegoría teológica, "Sinagoga" figura en el arte junto con "Iglesia", formando un par al que se conoce en latín como «Ecclesia et Synagoga». Si bien en el arte occidental "Sinagoga" existe ya desde el siglo IX, es solo a partir del siglo XII que dicha figura presenta sus ojos cubiertos por una venda. En la pintura medieval, "Sinagoga" presenta atuendos de colores diversos y que pueden ser rojo y azul, lila, o rojo y naranja. Una vez más sucede algo semajante a aquello observado en la figura de Iscariote: sólo en casos relativamente tardíos aparece "Sinagoga" vestida de amarillo. En ellos, la alegoría femenina es presentada figura como la contrapartida de "Iglesia". Konrad Witz las representó en unos paneles conocidos como Ecclesia et Synagoga, ambos realizados en 1430. Fernando Gallego, por otra parte, las incorporó a ambos lados de su Cristo bendiciendo, pintura ejecutada hacia 1492.
Los conceptos vertidos en este apartado y que consideran el supuesto simbolismo del color amarillo en occidente deben ser abordados con precaución, dado que ellos estimulan el pensamiento, pero también pueden dar lugar a especulaciones sin fundamento. Pero sí existe evidencia de que la insignia exigida por el IV Concilio de Letrán fue implementada a partir de 1215 y, como ya se señaló, ésta no fue única- e inexorablemente amarilla. Cuando sí lo fue, ello tal vez se haya debido a la decisión de emplear de un color que, por ser luminoso e intenso, permitiese identificar fácilmente a los portadores del distintivo en cuestión. Es probable además que el uso obligatorio de distintivos en el caso de los judíos de Europa haya dado lugar a distintas interpretaciones en el imaginario colectivo y de aquellos que los percibían. Con todo, es imposible asegurar con total certeza que los mencionados distintivos hayan sido interpretados de un solo modo en el territorio europeo y solamente uno. En otras palabras, las interpretaciones arriba enunciadas sólo responden a puntos de vista modernos del siglo XX o XXI y no necesariamente a aquel o aquellos propios del período en el que la insignia era portada por los judíos en territorios europeos (siglos XIII a XVIII). Respecto al simbolismo de las obras de Giotto, Witz y Gallego es posible que se trate de un recurso plástico o un efecto expresivo que sólo con el tiempo llegó a alcanzar los significados que posteriormente se le son atribuidos. Sea como fuere, inadecuado sería suponer que se trata de una real tradición: el uso del amarillo en los ropajes tanto de la figura de Iscariote como de la alegoría de "Sinagoga" lejos está de ser ninguna constante en la historia del arte. Con todo, no es exagerado suponer que la producción plástica de los ya mencionados artistas del siglo XIV y XV sí pudo haber en cierta medida contribuido a que la insignia amarilla sea posteriormente asociada a nociones tales como intuición, desorden, luz, pasión, audacia, absurdo o engaño, conceptos que de un modo u otro aparentemente tuvieron su incidencia en la estigmatización de los judíos europeos como un grupo desde la Edad Media en adelante.

## Antijudaísmo y estigmatización
La orden de usar de signos exteriores distintivos implicó una separación de los judíos de las sociedades a las que pertenecían, pero además puso de manifiesto un acuerdo oficial entre autoridades religiosas y seculares que contribuyó al deterioro del estatuto oficial de los judíos en Europa.
La obligación de portar de signos distintivos involucró la inclusión de un atributo que señalaba públicamente a los judíos como diferentes y generaba así una respuesta negativa entre los cristianos, quienes los percibían como extranjeros no pertenecientes a su sociedad o huéspedes indeseables, creándose así un verdadero estigma social, generador de identidades deterioradas e incluso estropeadas.
Durante los últimos siglos de la Edad Media, la señal impuesta a los judíos por la Iglesia, no solo los separó de los cristianos, sino que además los segregó y marginó, convirtiéndolos en un grupo social desprotegido y despreciado, una nación o pueblo condenado a permanecer marcado:

El Judío no es [...] ni el enemigo del exterior, ni el bárbaro de allende las fronteras, ni el infiel (musulmán), ni el hereje (albigense, cátaro), ni el otro, ajeno a uno mismo. Es el enemigo del interior, inscrito en el núcleo de una genealogía—el primer padre, según la tradición cristiana—, dado que ha generado el cristianismo y que el fundador de la nueva religión era judío.
El Judío que porta el judaísmo es, pues, tanto más detestable cuanto que está a la vez dentro y fuera. Dentro porque subsiste en el seno del mundo cristiano, fuera porque no reconoce la verdadera fe y vive en una comunidad que no es la de los cristianos. Para que el cristianismo sea la única religión monoteísta universal—y Cristo deje de ser portador de un nombre judío—aún habrá que desembarazarlo de su origen judío, considerado pérfido. El tema sexual del Judío pérfido, perverso, de costumbres desnaturalizadas [...] está presente en todas partes durante las persecuciones antijudías de la época medieval [...].

Con estas palabras describe Élisabeth Roudinesco la condición del pueblo judío en la Edad Media. Escribiendo en francés, la historiadora y psicóloga no emplea la palabra "judío" en un sentido exclusivamente religioso, sino que considera a ese grupo como un pueblo o nación (de ahí su empleo de la jota mayúscula en la palabra "Judío" para significar no judaísmo sino judeidad).
En la larga historia del mundo medieval, explica Roudinesco, el Judío encarnaba el diablo y el asesino de su padre:

Acusados de deicidas hasta el Concilio de Trento [1545-1563], los Judíos formaron en Europa una «comunidad» que no tenía asignado ningún territorio. Una comunidad a la vez visible e invisible, una comunidad errante. No pudiendo ejercer más que oficios prohibidos a los cristianos [como por ejemplo la usura], los Judíos fueron acusados toda clase de prácticas repugnantes, relacionadas con su [supuesta] condición de supresores de la diferencia sexual y de la separación de las especies: bestialismo, asesinatos rituales, incestos, rapto de niños, profanación de la hostia, ingestión de sangre humana, contaminación de aguas, instrumentalización de los leprosos, propagación de la peste, conspiraciones diversas. Pero sobre todo, y por la misma razón, fueron considerados poseedores de los tres grandes poderes que son característicos de la humanidad: poder económico, poder intelectual y poder para pervertir la sexualidad. Con objeto de contrarrestar la capacidad que se les atribuía, también fue necesario obligarlos bien a convertirse, bien a aceptar una humillación continua:«quemar el Talmud», llevar el redondel, el sombrero amarillo, o la insignia del deshonor, ser encerrados en guetos, o juderías, rigurosamente vigiladas.

La evidencia visual del Medioevo y los períodos que lo siguieron confirma lo expresado por Roudinesco. He aquí solo algunos ejemplos provenientes del acervo visual antijudío del Medioevo occidental y sus herederos, que presentan a los judíos identificados como tales a través de las insignias por ese entonces de porte obligatorio y llevando a cabo las acciones a las que se refiere Roudinesco:

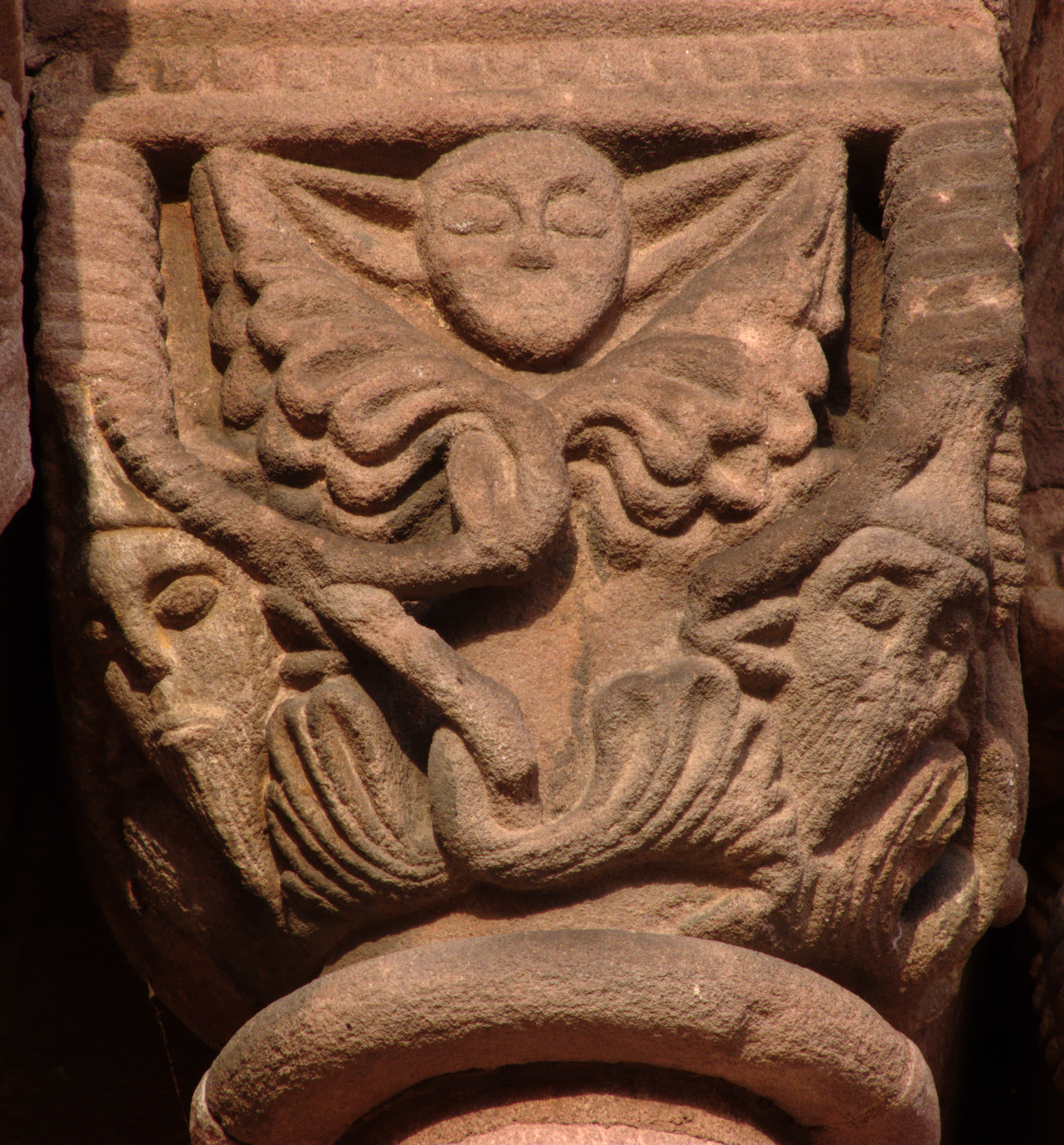
Demonio y judíos. Capitel antijudío de la románica Iglesia de los Santos Pedro y Pablo en Sigolsheim, Alsacia, siglo XII.
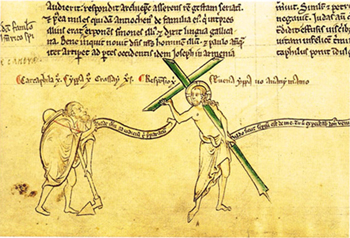
La antisemita leyenda del Judío errante. Chronica Majora, 1240-1251.
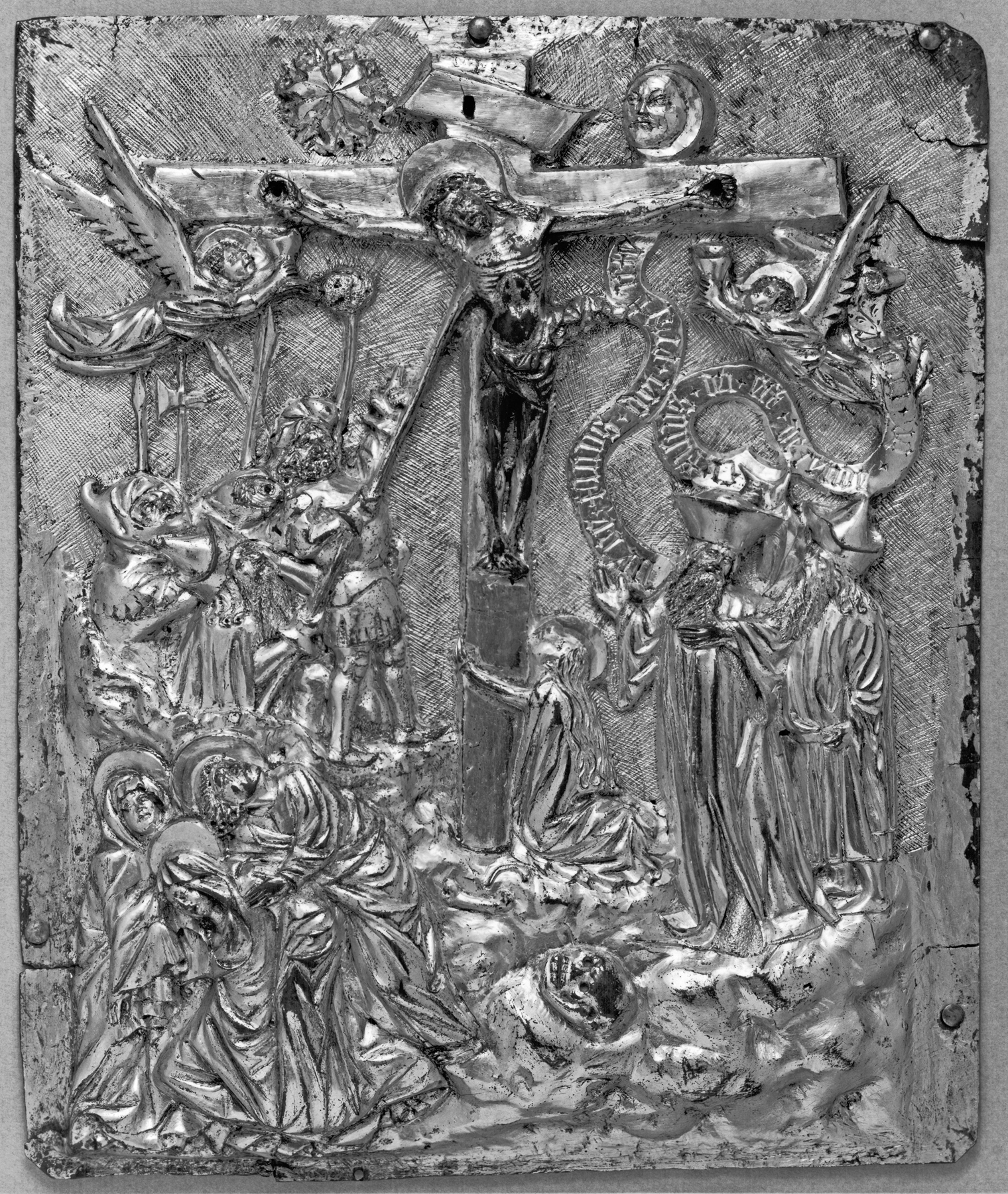
Deicidio. Crucifixión, Alemania, 1420-1440. Walters Art Museum, Baltimore. El texto junto a los dos personajes con sobreros presenta la inscripción "Si eres el Hijo de Dios, desciende de la cruz".
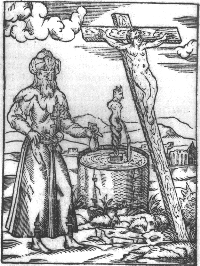
Junto a niño crucificado, judío con turbante envenena pozo de agua y provoca la peste negra en Europa. Grabado alsaciano basado en original medieval tardío.
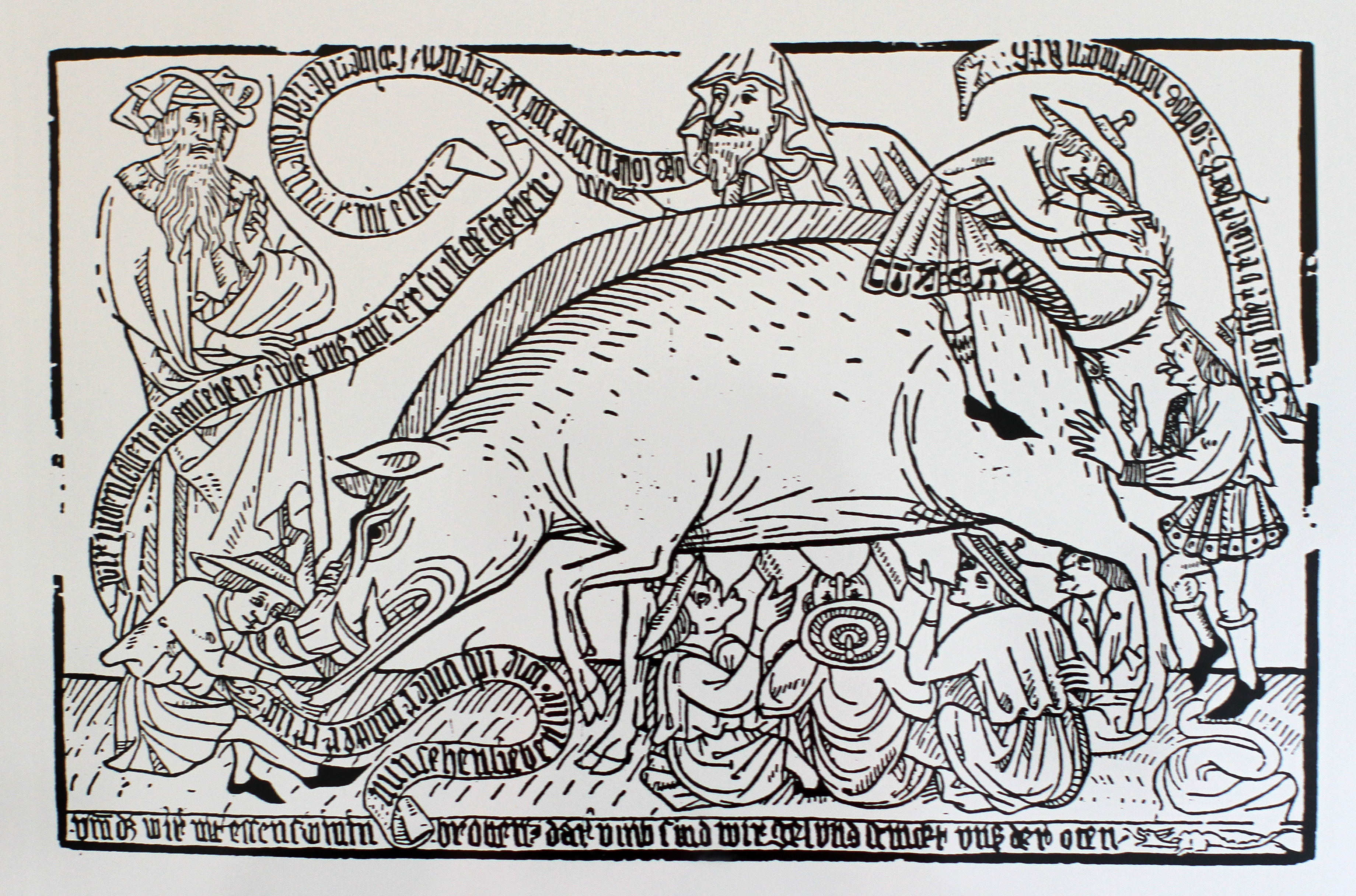
Bestialismo. La Judensau y los judíos. Xilografía alemana, siglo XV.
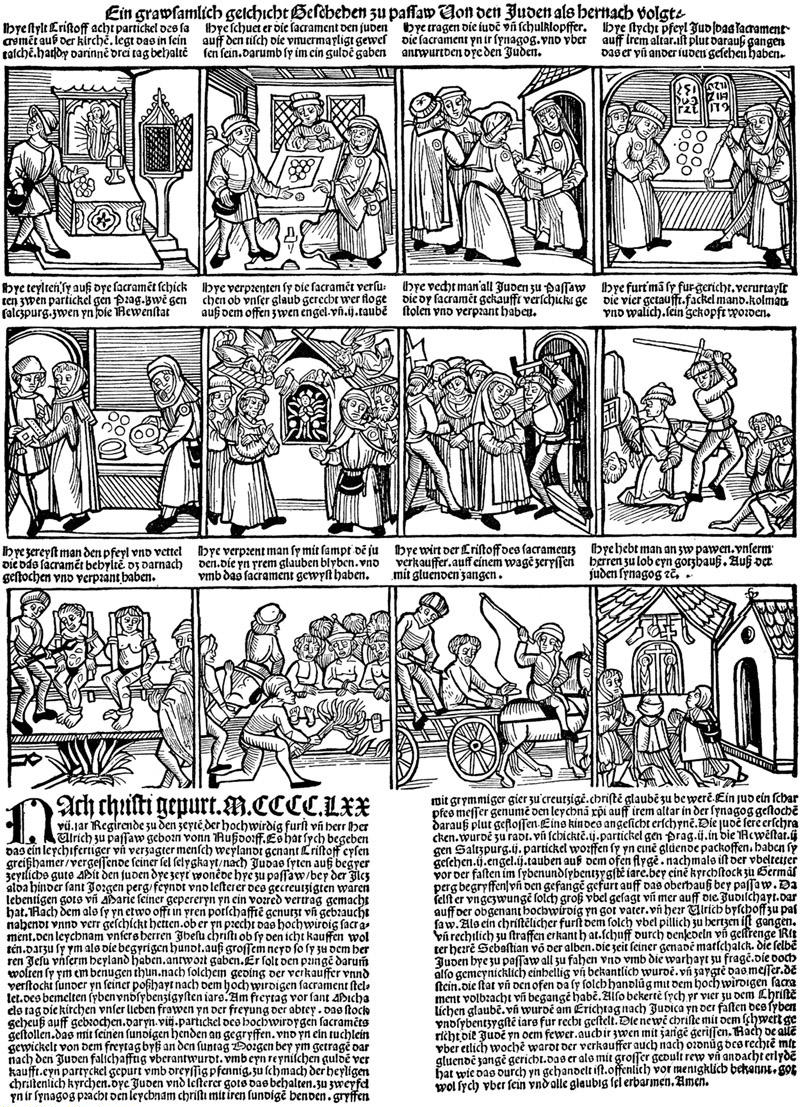
Xilografía antijudía sobre un caso de supuesta profanación de la hostia en Passau, Alemania, 1478.
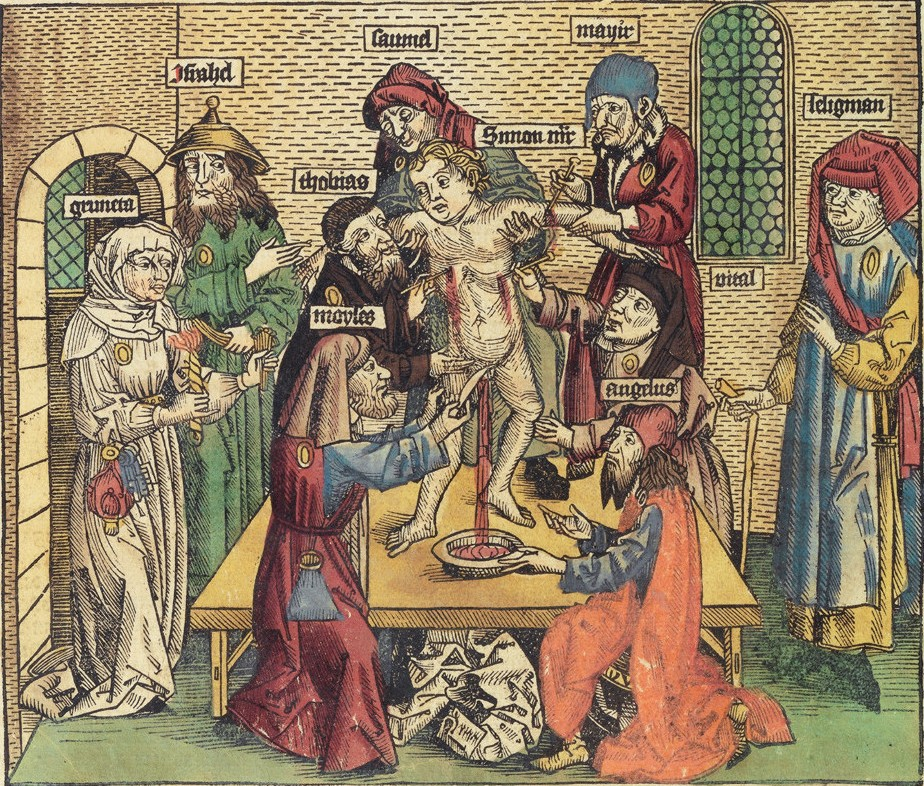
La leyenda del asesinato ritual. Xilografía antijudía de Hartmann Schedel, Las Crónicas de Núremberg, Alemania, 1493, fol. 254v.
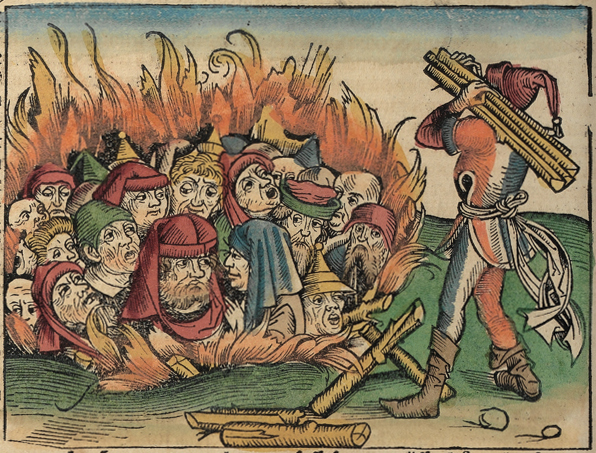
Quema de un grupo de judíos acusados de supuesta profanación de la hostia en Deggendorf, Bavaria, 1492. Xilografía de Schedel, Crónicas, Alemania, 1493.

Más allá de lo expresado por el ya citado texto del IV Concilio de Letrán, Mitchell Merback explica que, debiendo quedar expuesta y a la vista de todo el mundo, la insignia amarilla poseía además una tácita doble función en la sociedad medieval:

Para los judíos significaba restricción y represión, una prueba visual de la reprobación de su condición dentro del orden den mundo cristiano, una humillación sobre el cuerpo de miembro de la comunidad. Para los cristianos, y especialmente para aquellos eran mesurados o sentían cierta simpatía para con los judíos, la insignia era a la vez un reproche y una advertencia respecto a su potencial desgracia de no estar al amparo de la Iglesia.

## Comunidades judías europeas entre modernidad y antisemitismo
Entre los siglos XVI y XVIII, la exigencia del porte obligatorio de las "insignias de vergüenza" tendió a disminuir en casi todas las zonas de Europa, con excepción de Venecia, donde el sombrero rojo se perpetuó hasta el fin del siglo XVIII.
En Austria, el emperador José II abolió el uso de las insignias discriminatorias en 1781 y, a partir de 1791, las mismas se dejaron de usar en Francia y en todo territorio donde triunfaron los ejércitos de la Revolución Francesa que eran liderados por Napoleón Bonaparte, incluyendo esto también a los Estados Pontificios y los diferentes guetos europeos.
A partir del siglo XIX, con la llegada de las nuevas ideas, la modernidad y el subsecuente desarrollo de Europa, tuvo lugar la emancipación de la judería europea y el uso obligatorio de las marcas o insignias que los judíos debían exhibir a su vez pasó gradualmente a ser asunto del pasado y terminó finalmente por ser abolido.
A diferencia de lo que sucedía con la mayoría de los judíos del este europeo, apegados ellos a las usanzas vestimentarias ancestrales y tradicionales, los judíos de Europa occidental las habían por lo general abandonado paulatinamente en el transcurso del siglo XIX y casi por completo. De este modo, mientras que la pertinencia identitaria de los judíos del este resultaba evidente a simple vista, diferente era el caso que se daba en Europa occidental, donde la pertinencia identitaria de los judíos era un asunto privado del individuo y por lo tanto no era expresado y mucho menos subrayado en público. Lo que sucedía con este último grupo es que a él había llegado el efecto de la Revolución Francesa y de los principios impulsados por ella—"Libertad, Igualdad, Fraternidad".
El movimiento conocido como Haskalá, que era el equivalente judío a la llamada Ilustración del siglo XVIII, promovía la integración del pueblo judío en Europa y, en lo que concernía a los códigos de apariencia y vestimentarios en particular, estimulaba la asimilación a los modelos de las siempre mayoritarias comunidades cristianas de occidente.
La corriente de apertura hacia los judíos que se había iniciado con la Revolución Francesa tendió a estancarse hacia 1875, época en que emergió el antisemitismo europeo. En 1879, el periodista Wilhelm Marr acuñó el término antisemitismo, denotando el odio a los judíos y a las diferentes políticas liberales con que ellos eran asociados. Un rasgo prominente importante del antisemitismo de la época era el nacionalismo: los antisemitas alemanes, franceses y austríacos responsabilizaban sistemáticamente a todos los hebreos de ser únicos responsables de todos los males habidos y por haber. Ernesto Sabato nota que las formas asumidas por el antisemitismo son a menudo completamente incongruentes entre sí:

Violando [...] la lógica aristotélica, el antisemita dirá sucesivamente—y aún simultáneamente—que el judío es banquero y bolchevique, avaro y dispendioso, limitado a su gueto y metido en todas partes. [...] El judío está en una situación tal que cualquier cosa que haga o diga, [solo] servirá para avivar el resentimiento infundado [del antisemita].
Sabato, Apologías y rechazos, 1979.

En efecto las acusaciones contra los judíos se caracterizan por ser fundamentalmente contradictorias:

Los judíos fueron acusados por los nacionalistas de ser generadores del comunismo; por los comunistas de regir el capitalismo. Si viven en países no judíos, son acusados de dobles lealtades; si viven en el país judío, de ser racistas. Cuando gastan su dinero, se les reprocha ser ostentosos; cuando no lo gastan, ser avaros. Son tildados de cosmopolitas sin raíces o de chauvinistas empedernidos. Si se asimilan al medio, se les acusa de quintacolumnistas, si no, de recluirse en sí mismos.
Perednik, España descarrilada, 2004.

En Europa, todo esto fue empleado por los antisemitas con el propósito de culpabilizar a los judíos, no considerados como algunos casos puntuales de individuos específicos, sino como una masa colectiva solo definida según criterios racistas y etnocéntricos, que las "marcas de infamia" fueron reintroducidas en Europa. Según Stewart y Glynn:

los judíos en tiempos de Hitler [...] han sido más o menos tolerados pero nunca tratados como iguales; han sido objeto de burlas, excluidos de clubes e impedidos de realizar actividades sociales, e incluso privados de empleos, vivienda y educación [...]. El trato desigual ha sido sostenido por varias extrañas creencias acerca de los grupos raciales y étnicos, [... y] la convicción de una desigualdad natural [...].
Muchos pueblos primitivos han tenido mitos de tipo etnocentrista [... y] el nombre con que designan a su propia tribu significa nosotros, el pueblo, o el pueblo que sabe, en oposición a los de afuera a quienes no se considera exactamente gente. [...] Hitler y sus seguidores creían en la superioridad de la «raza aria», si bien "ario" se refiere en realidad a un grupo de lenguas, no a una raza. [...]
En el siglo XIX, [...] la leyenda de la superioridad nórdica llegó a su auge en los escritos de [...] Gobineau. [...] En ellos hablaba de los horrores de la continua mezcla de razas y de la inminente decadencia de la raza nórdica a causa de su mezcla con tipos mediterráneos, orientales y judíos. [...] La mitología racial de Gobineau se introdujo eventualmente en la mente insana de un pequeño y fanático pintor austríaco llamado Adolfo Hitler y alcanzó su punto culminante en el asesinato masivo de seis millones de judíos en las cámaras de gas y los campos de exterminación.
Stewart y Glynn, "El surgimiento del mito nórdico", 1977.

## Diferencia entreJudensternyDer gelbe Stern

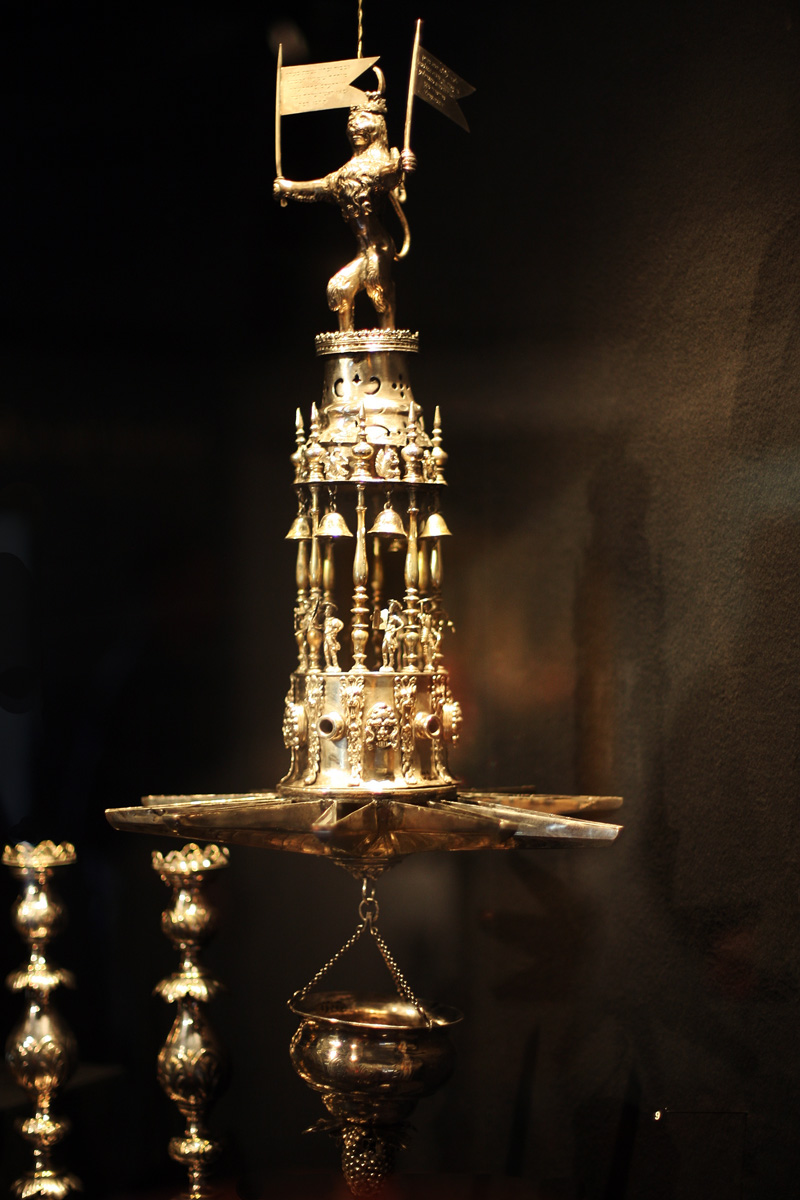
Tradicional Judenstern de las comunidades judeo-alemanas. La lámpara de aceite aquí ilustrada es de plata y fue realizada por Johann Valentin Schüler en Fráncfort del Meno hacia 1680. The Jewish Museum, Nueva York.

En Alemania nazi, la insignia con el hexagrama amarillo con caracteres pseudo-hebreos era denominada Judenstern, término alemán que significa "estrella de judíos". Y semejante término sigue siendo empleado en la lengua teutona como si fuese sinónimo de "insignia amarilla", pero de hecho no lo es.
En las comunidades judeo-europeas de origen alemán (cultura askenazí), Judenstern, significando también "estrella judía", es el nombre dado a una lámpara de aceite, colgante y realizada en metal, con un recipiente en forma de estrella, mas no necesariamente siempre de seis puntas, y que en dichas comunidades era empleado durante el día de descanso.
De un modo ambiguo y equívoco, los nazis llamaban Judenstern no a la tradicional lámpara sabática, sino a la insignia discriminatoria por ellos impuesta.
Tal vez desconociendo la tradicional lámpara sabática askenazi y su dieciochesco nombre en alemán, hay quienes emplean inadvertidamente el término Judenstern para referirse a la discriminatoria marca que los judíos debieron portar entre 1939 y 1944.
Introducida por los nazis como primer signo de la estigmatización social de los judíos, la marca discriminatoria conocida por las masas antisemitas como Judenstern no fue más que la inversión de una idea expresada por el notable teólogo y filósofo judeo-alemán Franz Rosenzweig (1886–1929) en el título de su libro Stern der Erlösung (Estrella de la Redención), al que los nazis perversamente transformaron en Stern der Endlösung—Estrella del Exterminio. Aparentemente ese fue el retorcido origen de la estrella amarilla, discriminatorio signo que dos tercios de la judeidad europea portaría hasta su muerte en los campos de exterminio nazi.
Para evitar ambigüedades innecesarias, fuentes diversas, entre las que figuran las instituciones educativas judías de los países germanófonos, emplean la expresión Der gelbe Stern, que en alemán significa unívocamente "la estrella amarilla".

## Marcas discriminatorias impuestas por los nazis en Europa

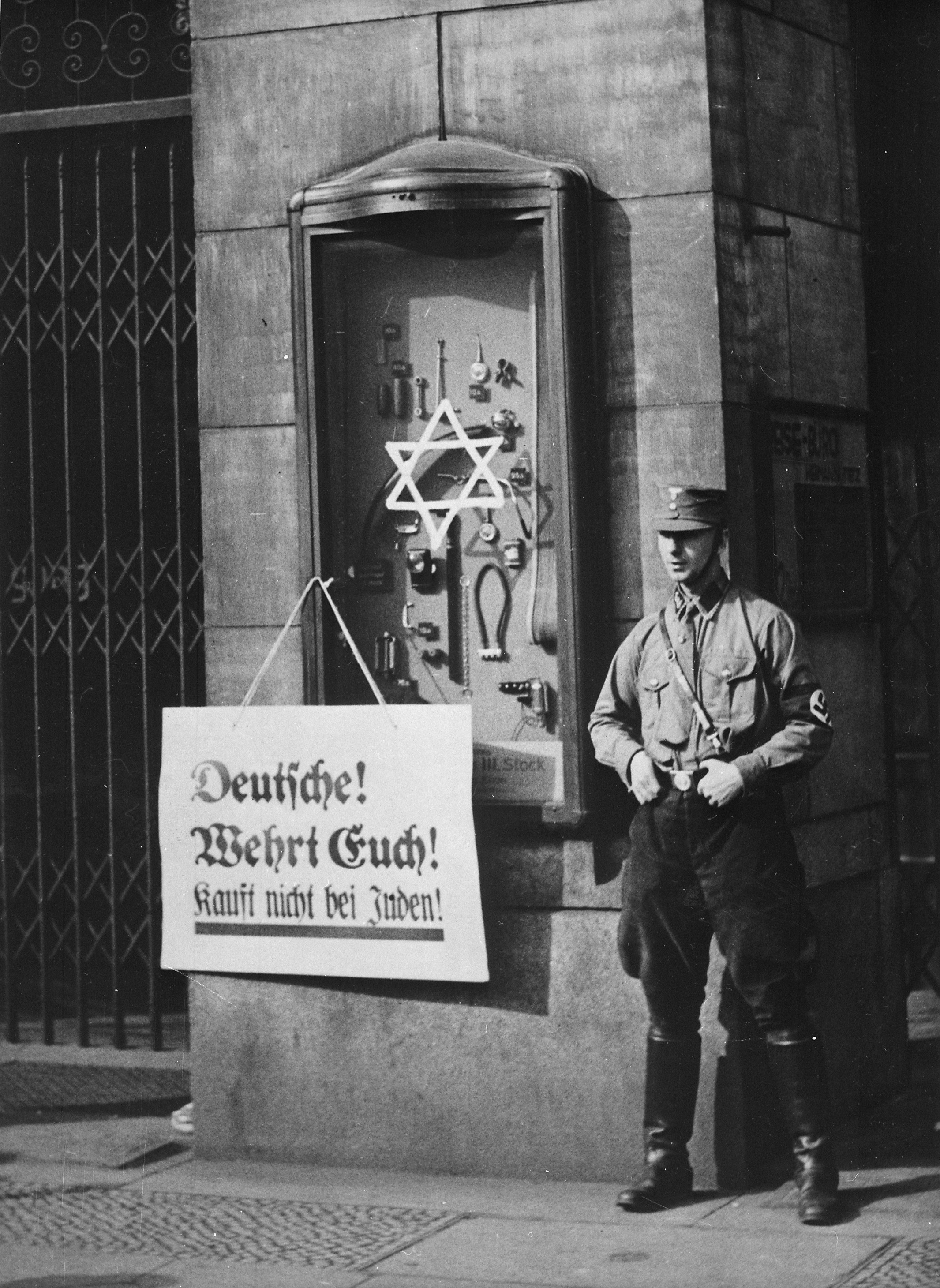
Boicot antisemita contra negocio judeo-alemán (Tietz), marcado por los nazis con estrella amarilla y cartel con la inscripción «¡Alemanes! ¡Defendeos! ¡No compréis de los judíos!». Berlín, 1933.

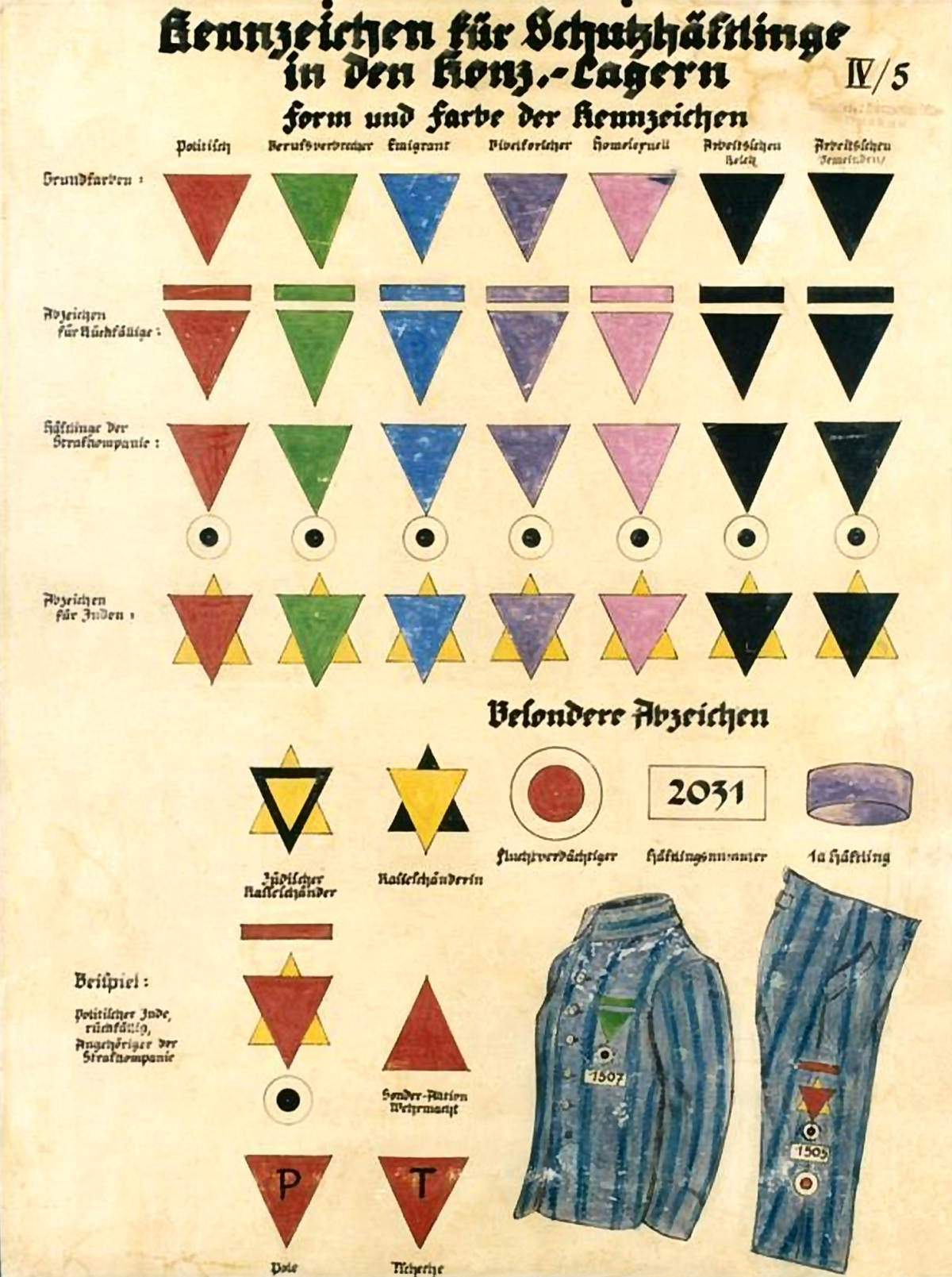
Gráfico que muestra el sistema de marcado empleado por los nazis.

A las diez de la mañana del primero de abril de 1933, grupos de nazis se pararon delante de tiendas judías con pancartas que exigían a los "alemanes" no entrar a ellas; la estrella de David, empleada en las comunidades judías como un símbolo de protección, fue pintada en amarillo sobre las puertas y ventanas de muchos negocios, en los que además se escribió burdamente y en alemán la palabra "Jude" (judío). Para los judíos, este fue el comienzo de su identificación como tales mediante la estrella amarilla.
Reprochando el alto grado de asimilación —pero también de buena integración— de los judíos en la sociedad alemana, el periodista Robert Weltsch, les aconsejó a través de la prensa a los damnificados por el boicot nazi, y en un tono supuestamente moralizante, pero de hecho profundamente inquietante: "Portad la insignia amarilla con orgullo".
Para 1935, los comercios judíos por decreto debía estar identificados como tales mediante signos prominentes, y ese mismo año, los pasaportes y demás documentos de identidad pertenecientes a individuos judíos fueron estampados con una gran letra "J" en rojo. En ese momento todos aquellos detenidos por los nazis y en campos de concentración debieron portar insignias de diferentes colores; las insignias judías tenían la forma de una estrella de seis puntas amarilla, formada por dos triángulos equiláteros superpuestos, pero, cuando se trataba de prisioneros judíos políticos, uno de los triángulos era de color rojo.
Los nazis resucitaron el uso de insignias distintivas amarillas como parte de las persecuciones que llevaron a cabo durante el Holocausto. Luego del pogrom conocido como la Noche de los cristales rotos, Reinhard Heydrich recomendó que los judíos deberían ser forzados a portar insignias identificatorias (19 de noviembre de 1938).
Inmediatamente después de la invasión nazi a Polonia en septiembre de 1939, los alemanes comenzaron a introducir el uso obligatorio de distintivos en Wloclawek. Para fines de 1939, todos los judíos de la Polonia ocupada debían portarlos. Siguiendo la invasión de la Unión Soviética en junio de 1941, los nazis implementaron el uso forzado de distintivos en los diferentes territorios que ocuparon. El 19 de septiembre de 1941 el distintivo amarillo fue instaurado en Alemania. Los diarios de la época reflejaron lo que sucedía con comentarios referidos a la insignia judía en términos amargos y sarcásticos, tal como uno que comparaba el gueto con Hollywood, dado que "ambos están llenos de estrellas". Pero más allá de las racionalizaciones del conformismo medíatico, nada tenían de humorísticas las muy graves acusaciones de los nazis exigiendo la obligación de que todos los judíos portaran la estrella amarilla:

Esta medida tiene por objetivo impedir a los judíos camuflarse y poder así entrar en contacto con los alemanes. Las batallas del este [europeo] han demostrado la infamia del proceder judío, así como también el peligro universal que representa para los pueblos libres la asesina política judía. Debido a estas condiciones, no es posible tolerar más que los alemanes se arriesguen contactándose con los judíos, quienes disimulan su verdadera raza. Dadas las circunstancias actuales, la separación entre alemanes y judíos será realizada del modo más absoluto. Será así proclamada ante el mundo la responsabilidad colectiva de todos los judíos por las abominaciones cometidas contra los arios en el este [europeo]. Los judíos del mundo entero son los responsables absolutos [de ello].

Pero, más allá de la retórica nazi y al considerarse las masacres y fusilamientos en masa de cientos de judíos ucranianos y rusos en manos de las SS-Einsatzgruppen o "Escuadrones de la muerte" (1939-1941), queda claro que eran los nazis quienes de hecho asesinaban a los judíos y no precisamente el caso inverso (véase Holocausto).
Entre 1941 y 1942, los estados satélite o colaboracionistas de Alemania, así como también en los territorios invadidos por los nazis en occidente adoptaron regulaciones que estipulaban el uso obligatorio de insignias distintivas por parte de los judíos. Sólo en Dinamarca, donde el rey Cristián X aparentemente amenazó con llevar él mismo el distintivo amarillo en caso de que su uso se le impusiera a la población judía de su país, los nazis no llegaron a implementar la mencionada regulación.
La política gubernamental alemana de forzar a los judíos a llevar insignias identificatorias fue una de las tantas tácticas psicológicas que apuntaban a aislar y deshumanizar a los judíos europeos, marcándolos como si fuesen diferentes o inferiores a los demás. Las insignias facilitaron la separación de los judíos del resto de la sociedad y su subsecuente encierro en guetos, cosa que finalmente terminaría por conduciría a millones de ellos a los campos de exterminio.
Todo aquel que se negaba a llevar la insignia discriminatoria era brutalmente castigado, a veces terminaba recibiendo un tiro o incluso muerto.
Según el testimonio de Mia Blocher:

Cuando las insignias judías fueron implementadas por primera vez durante el régimen nazi, los judíos estaban enojados, humillados y avergonzados de salir de sus hogares. [... Con el tiempo] la vergüenza se convirtió en miedo. Un judío que era [encontrado] sin [su] insignia podía ser multado, golpeado, encarcelado o asesinado. Si [...] era capturado con una estrella [amarilla] arrugada o ligeramente fuera de lugar, podía ser severamente castigado. [No obstante,] todos los que [portaban] la estrella amarilla eran discriminados por [el Estado y por] la sociedad, se les negaba el acceso a las escuelas, negocios y tiendas, [... estando en todo momento expuestos a] ser secuestrados en la calle y [ser] llevados a un campo de concentración por la Gestapo. Muchos judíos [...] "desaparecieron" de esta forma.

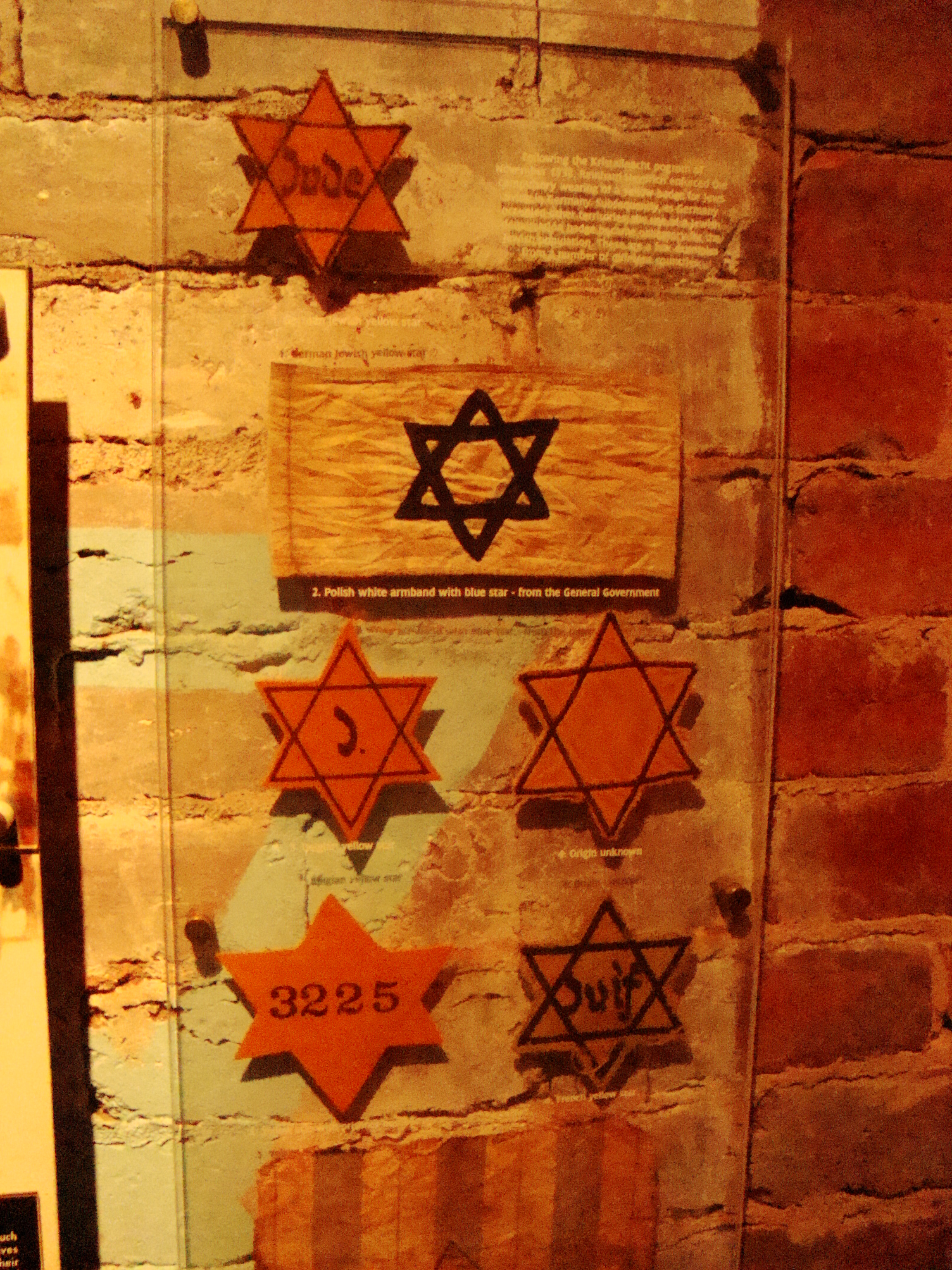
Insignias segregativas y discriminatorias impuestas en Europa por los nazis, 1939-1945
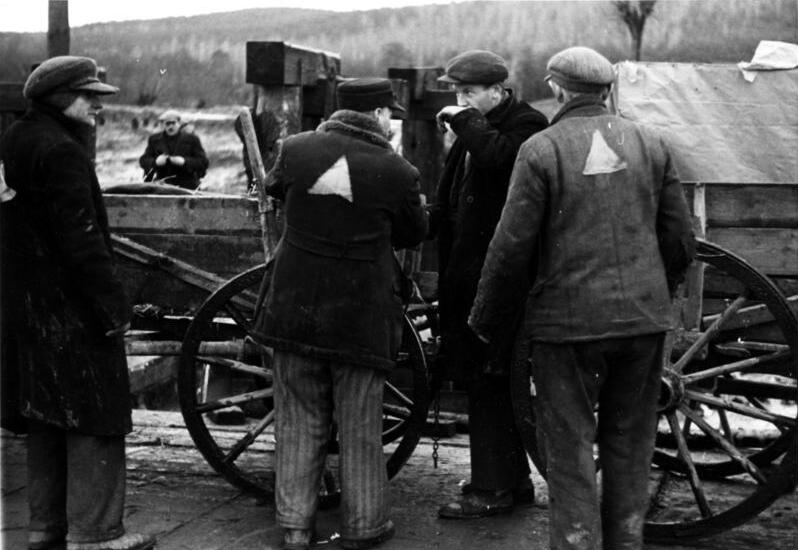
Triángulos amarillos, Polonia, 1939
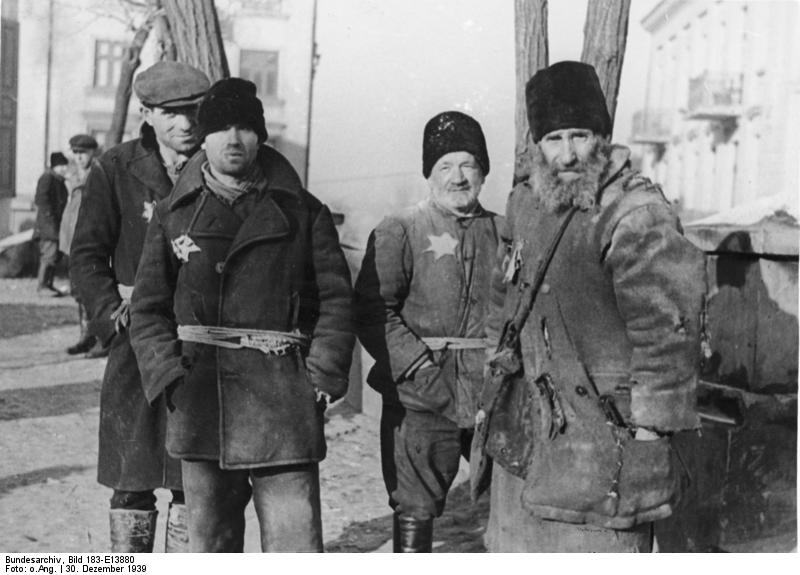
Polonia, 1939
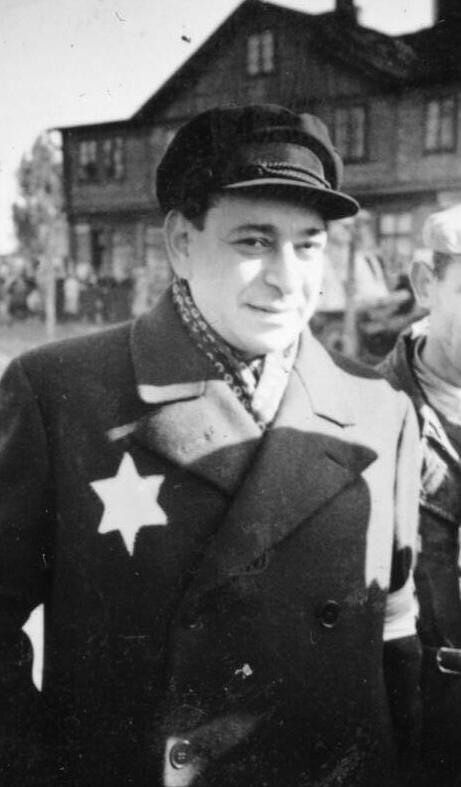
Polonia, 1940
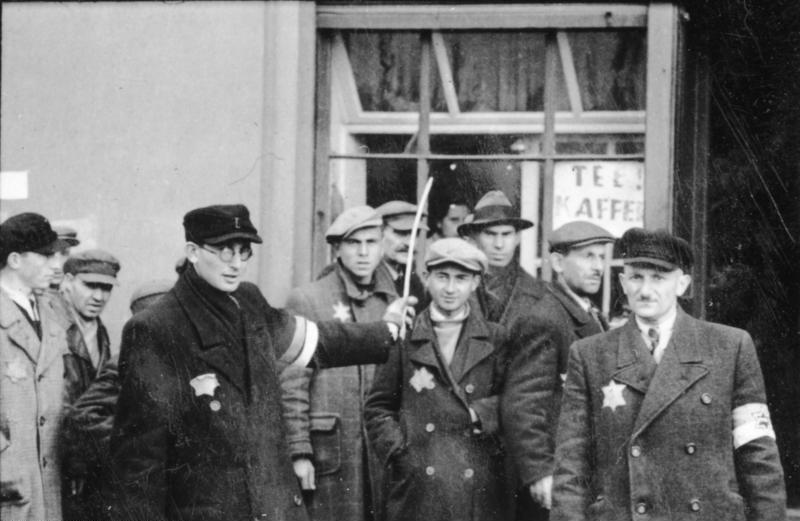
Polonia, 1940
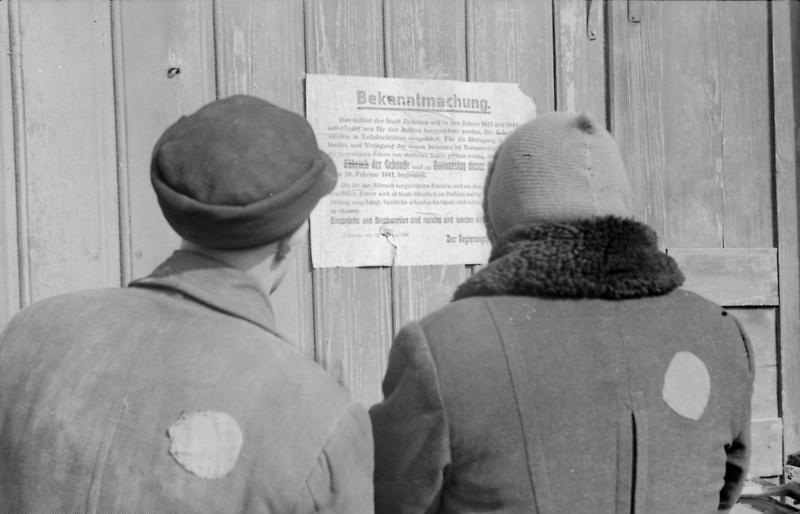
Círculos amarillos, Polonia, 1941
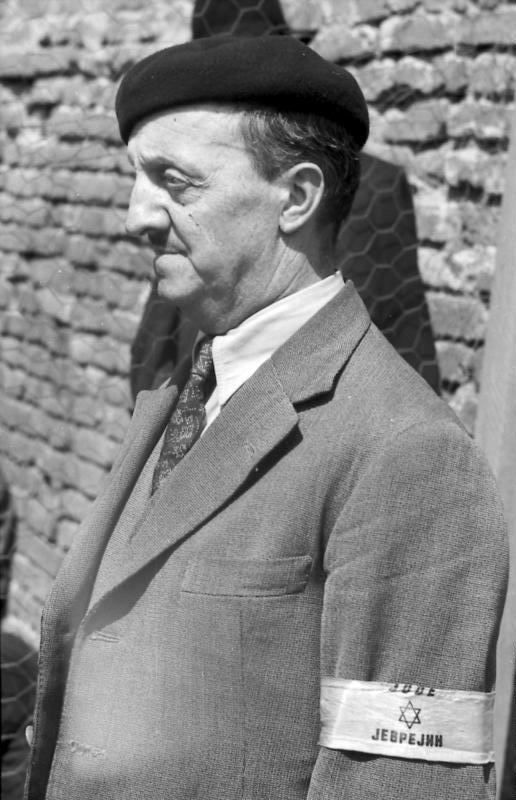
Brazalete, Yugoslavia, 1941
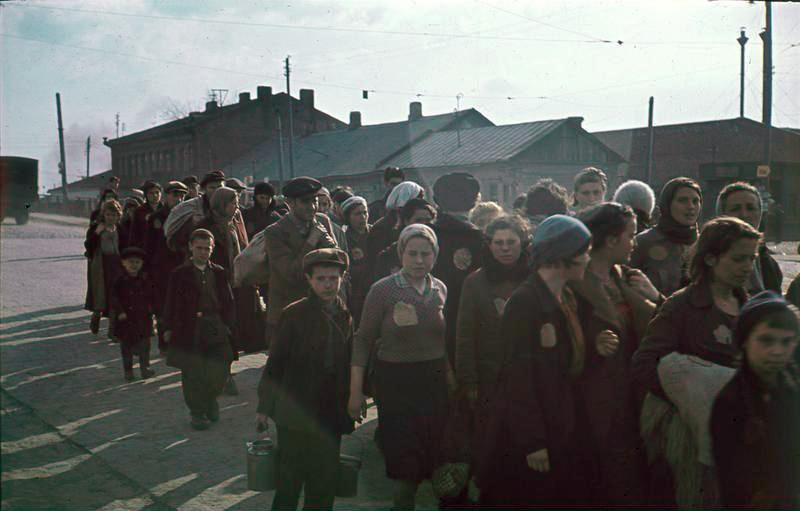
Parches amarillos, Bielorrusia, 1941
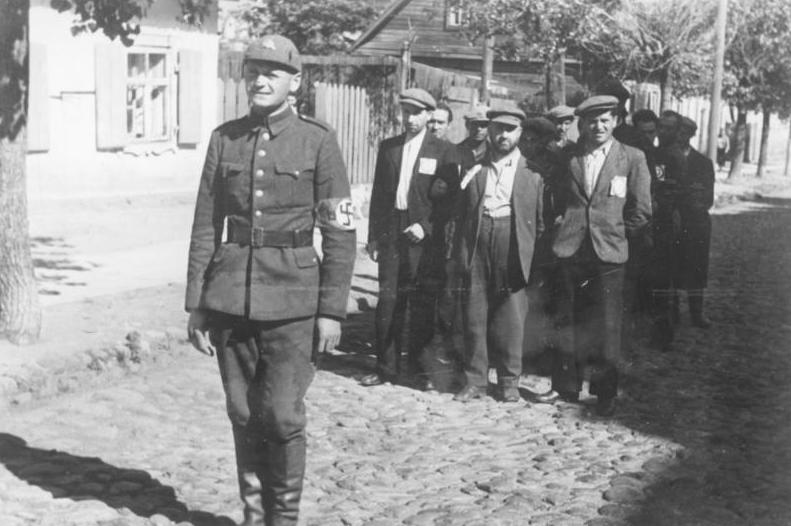
Parches amarillos, Lituania, 1941
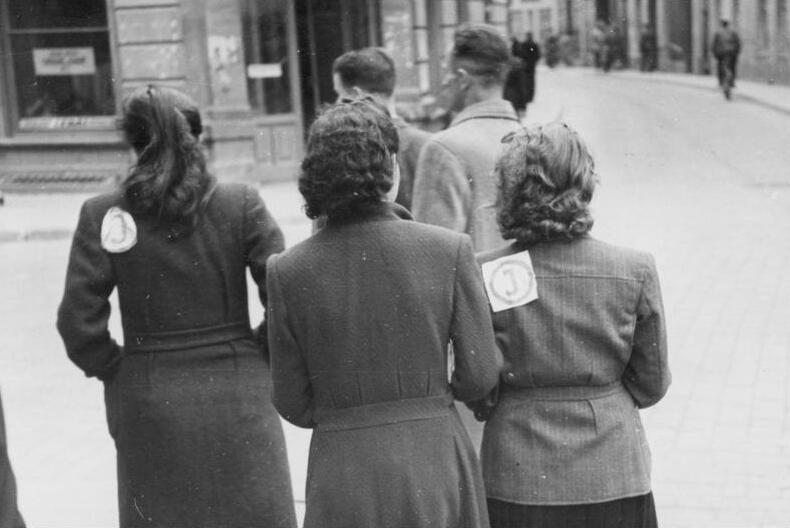
Círculos impuestos en Lituania, 1941
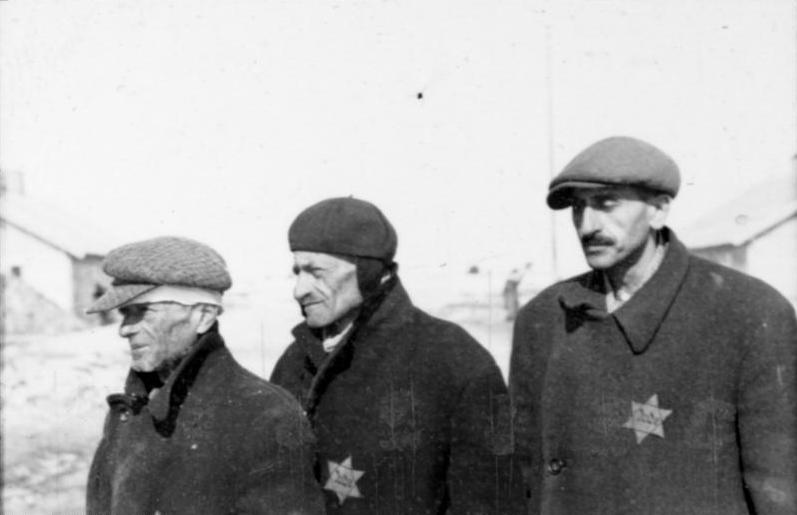
Letonia, 1941
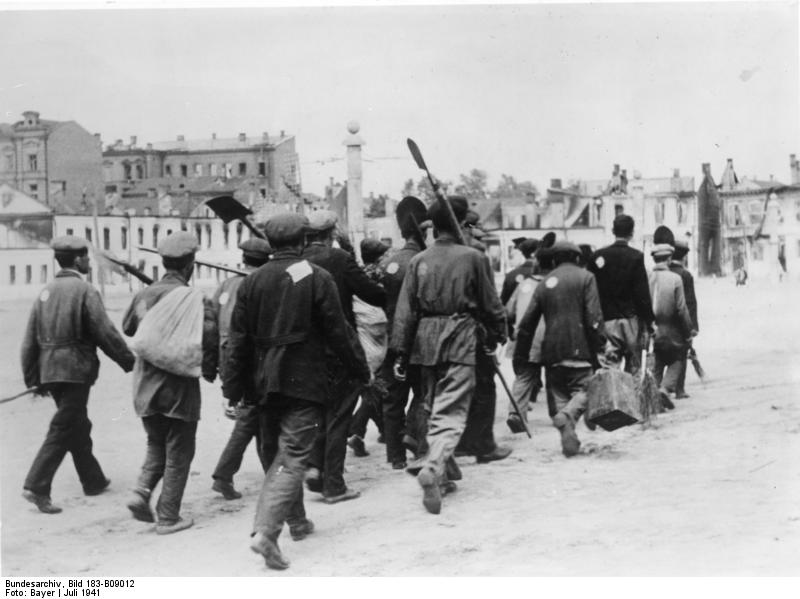
Marcas impuestas en Rusia en 1941
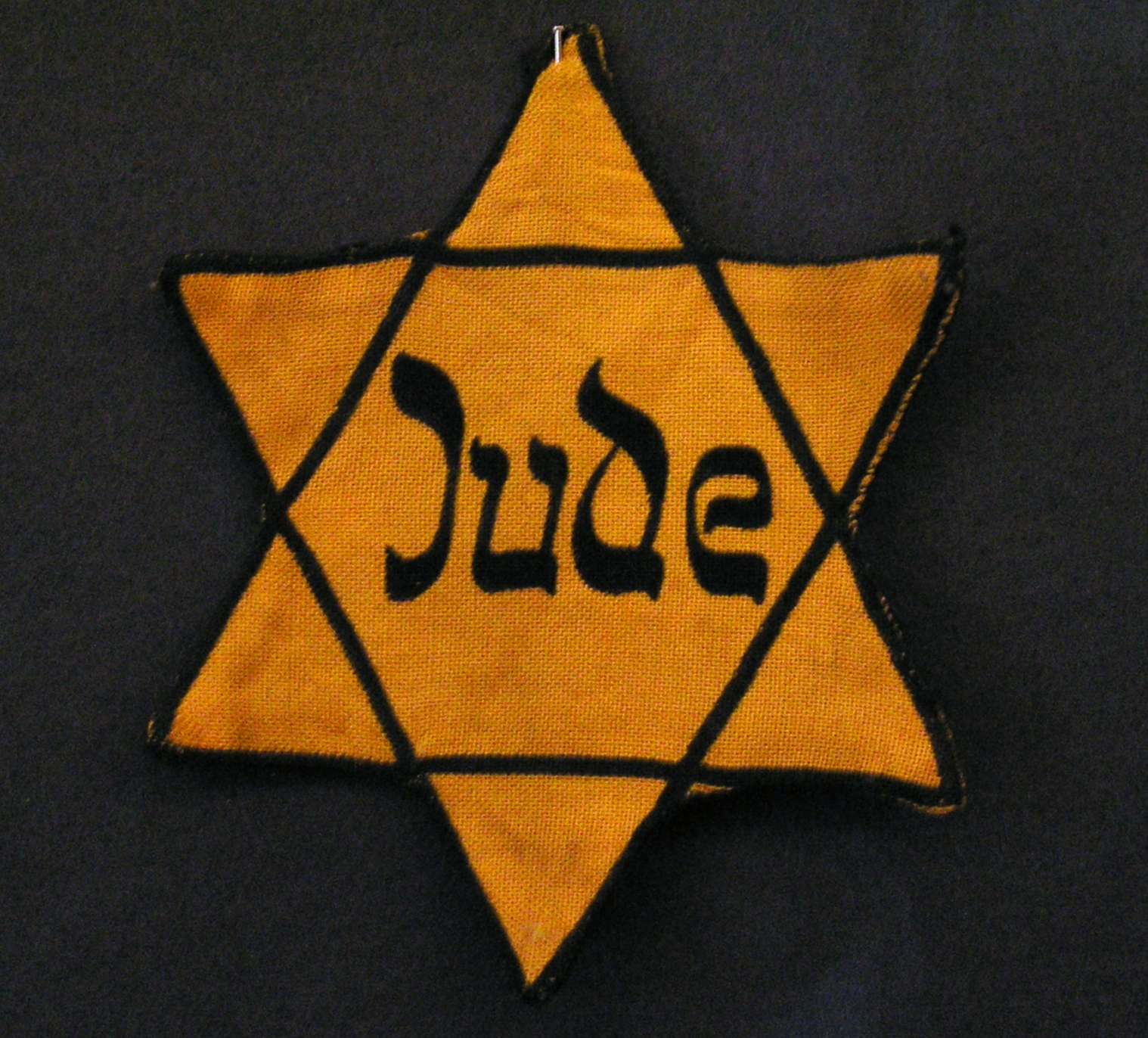
Impuesta en Alemania y Austria en 1941
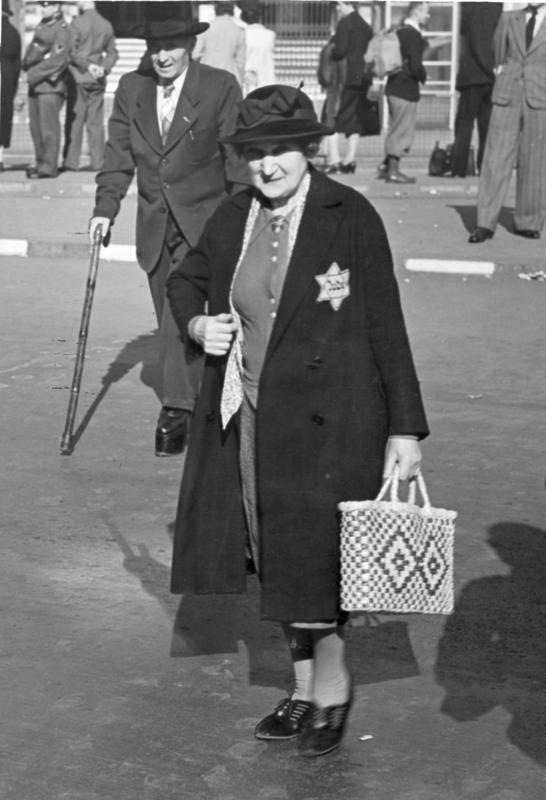
Alemania, 1941
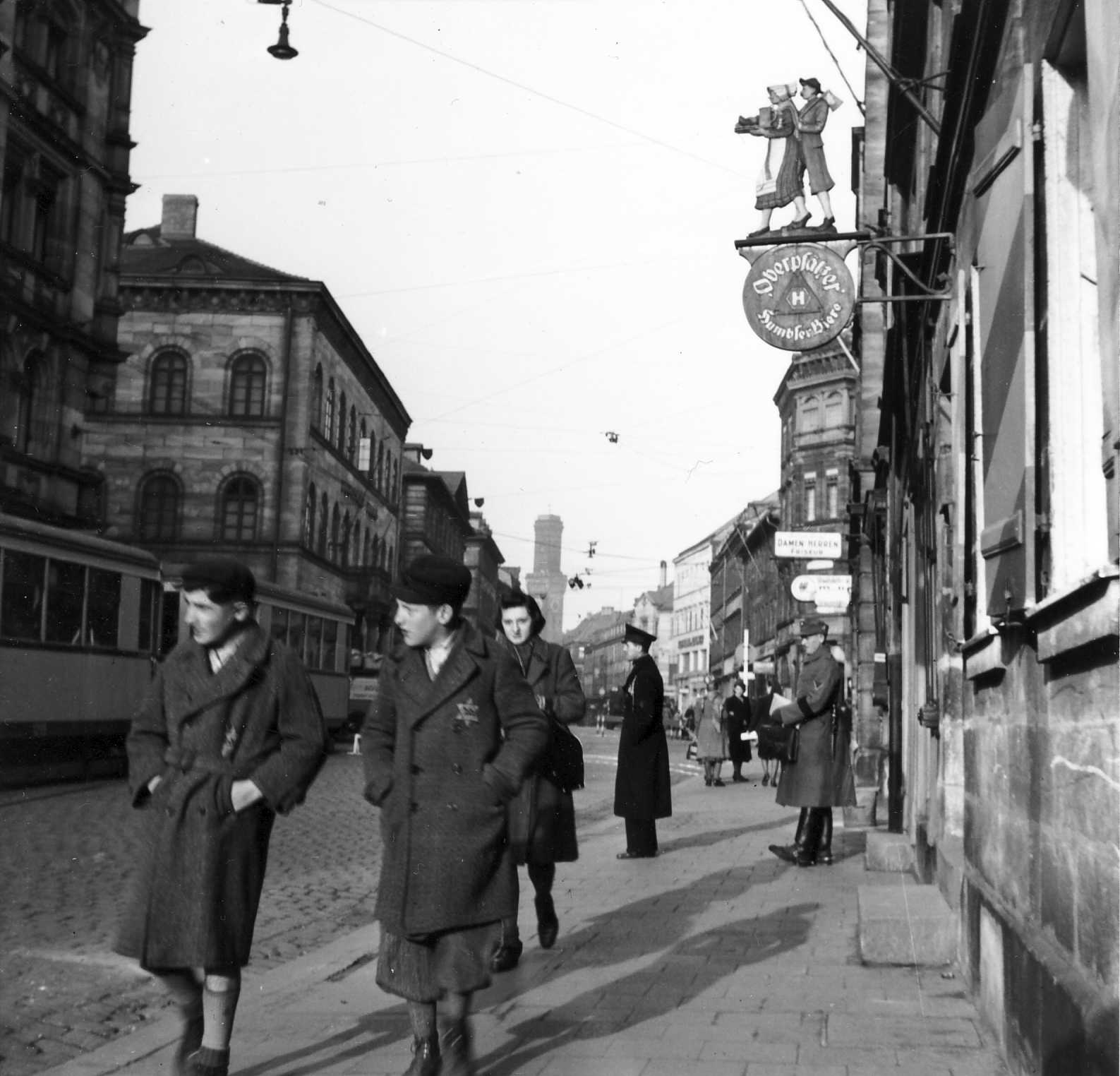
Alemania, c. 1941-42
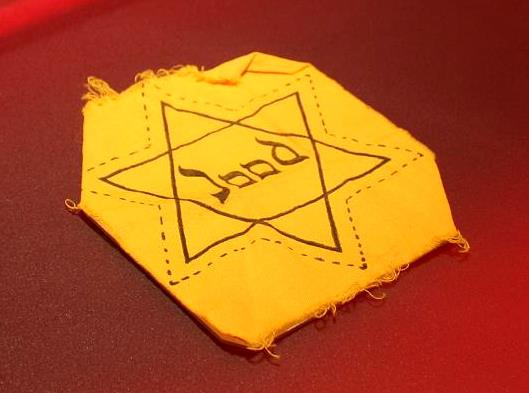
Aún intacta, Holanda, 1941
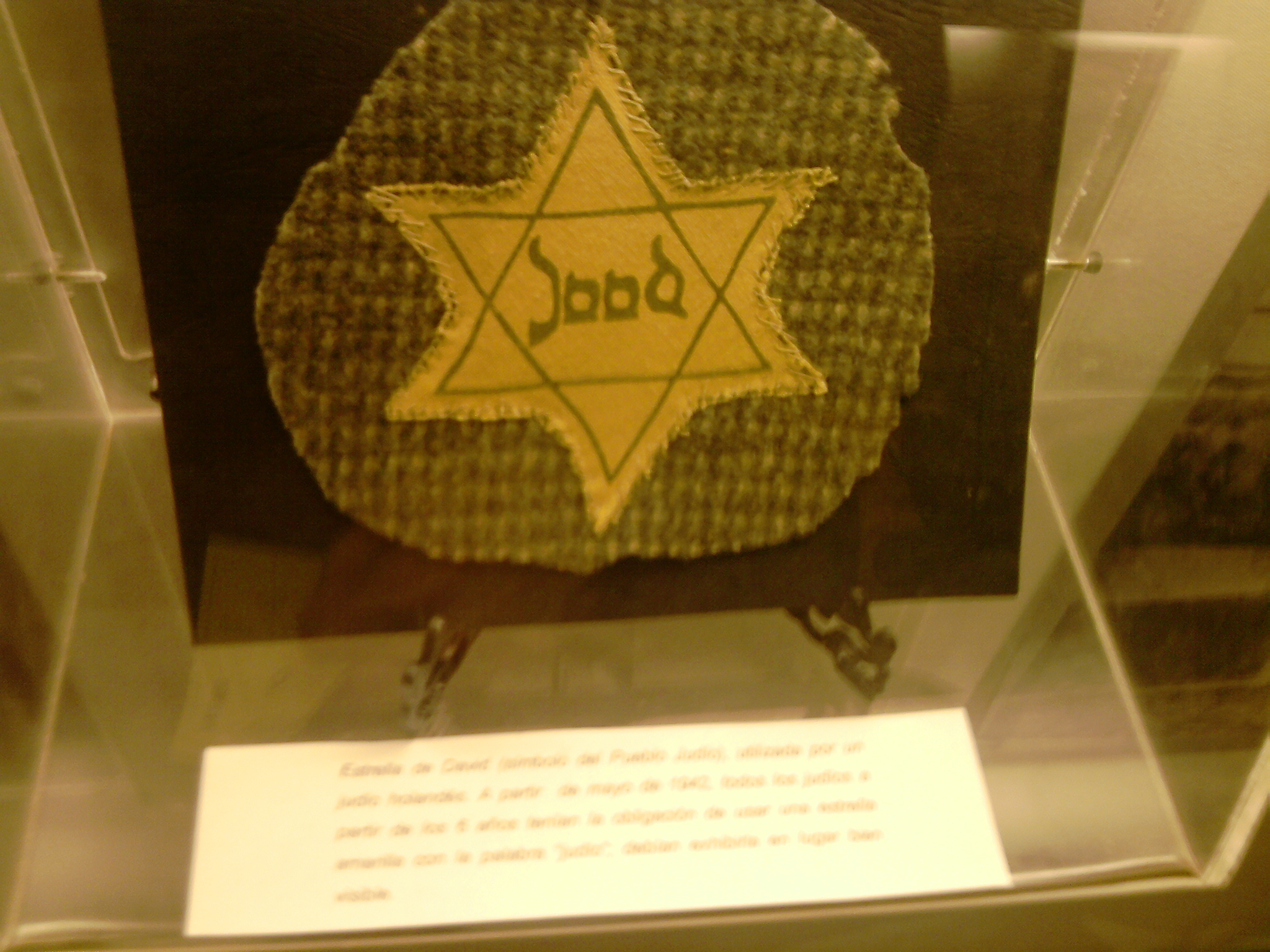
Impuesta en Holanda, 1941
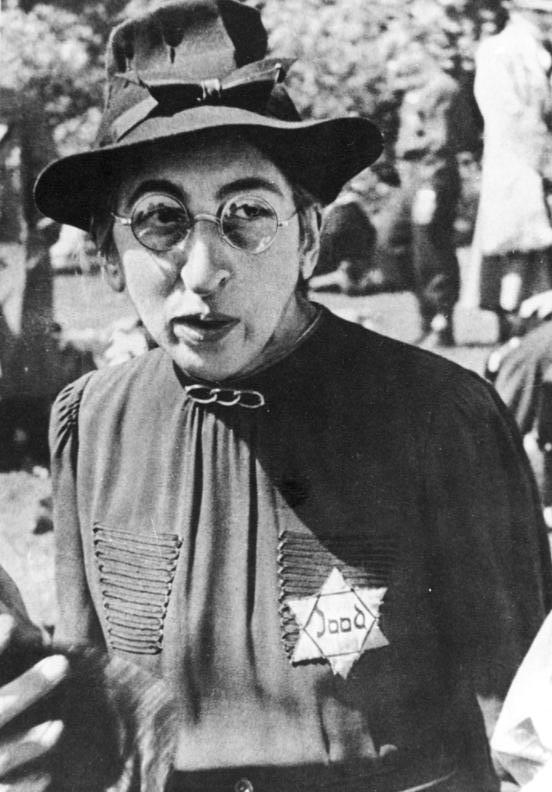
Holanda, 1941
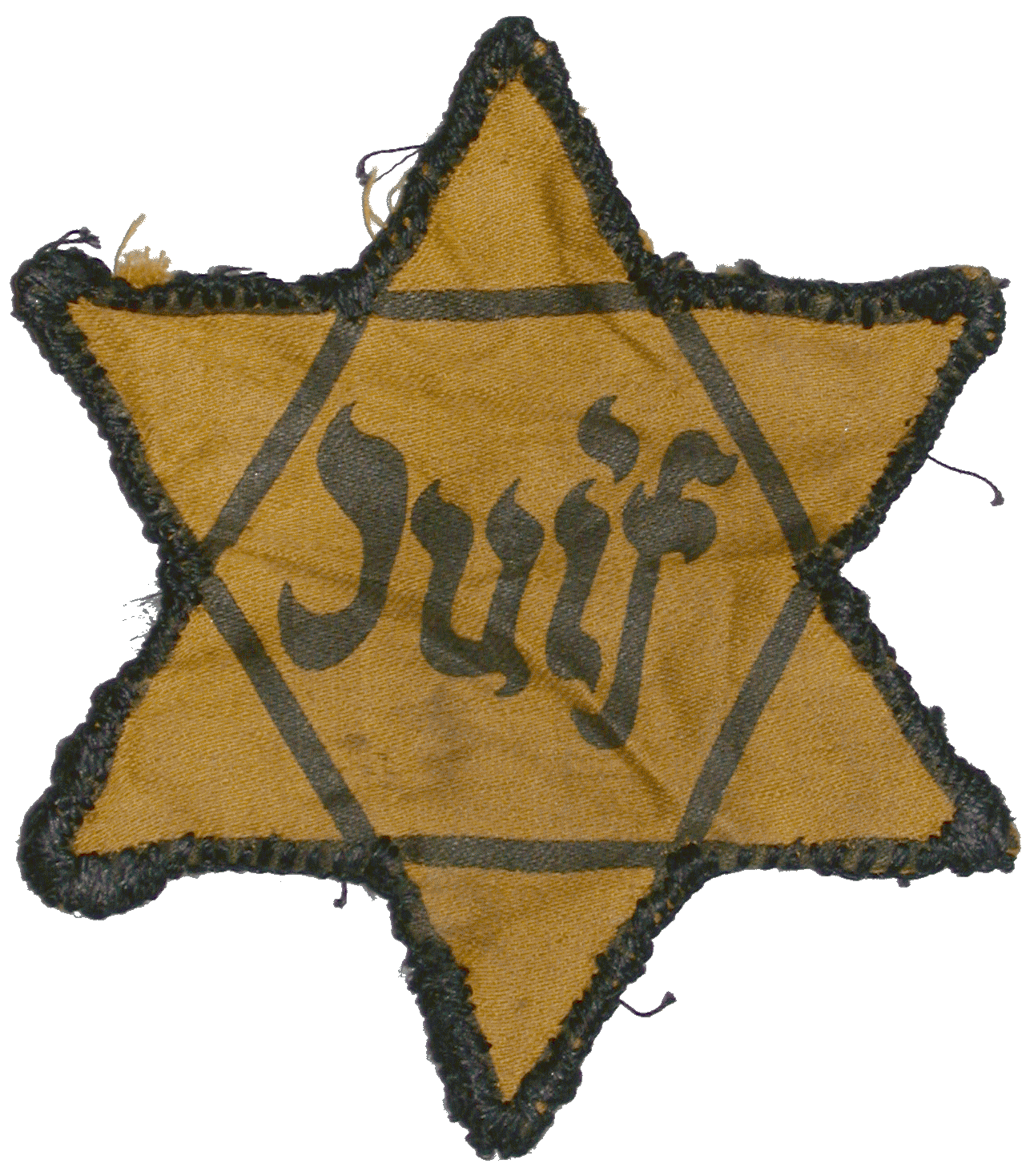
Impuesta en Francia en 1942
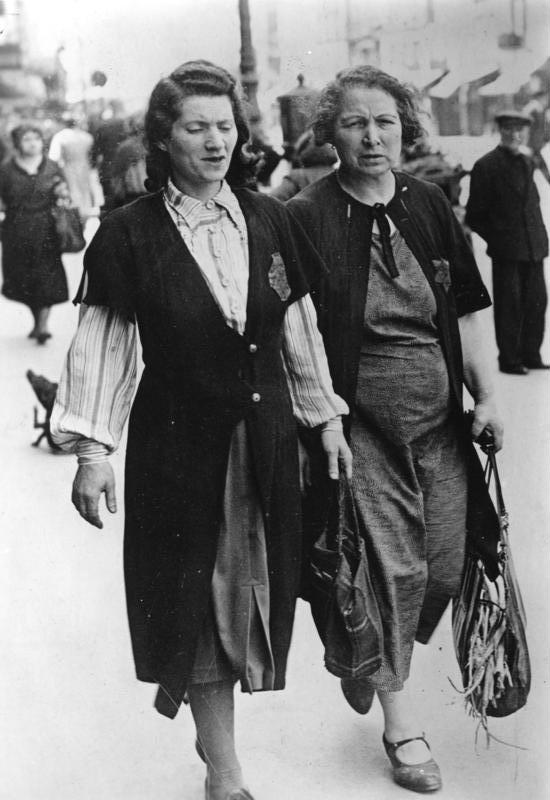
Francia, 1942
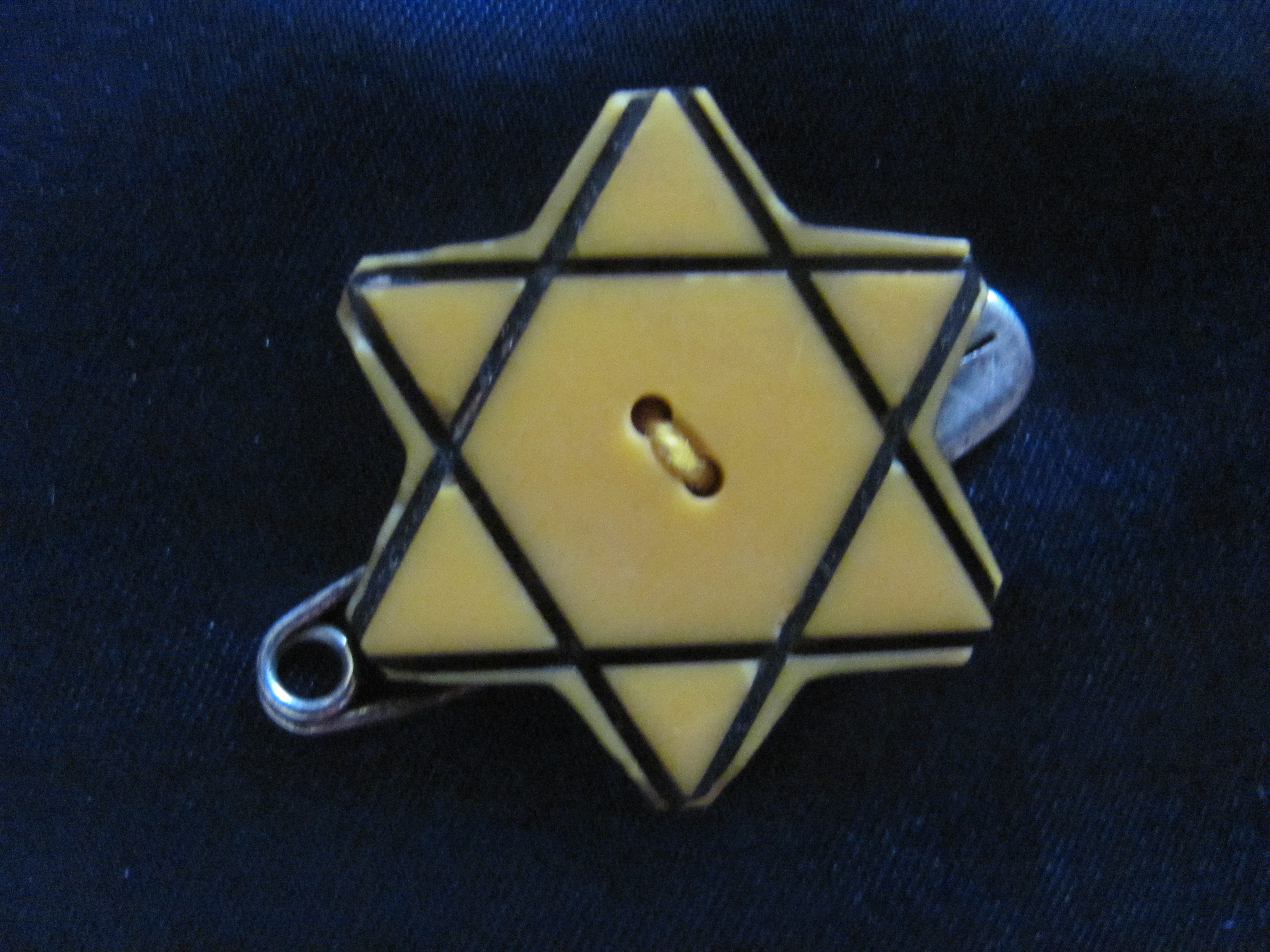
Impuesta en Bulgaria, 1942
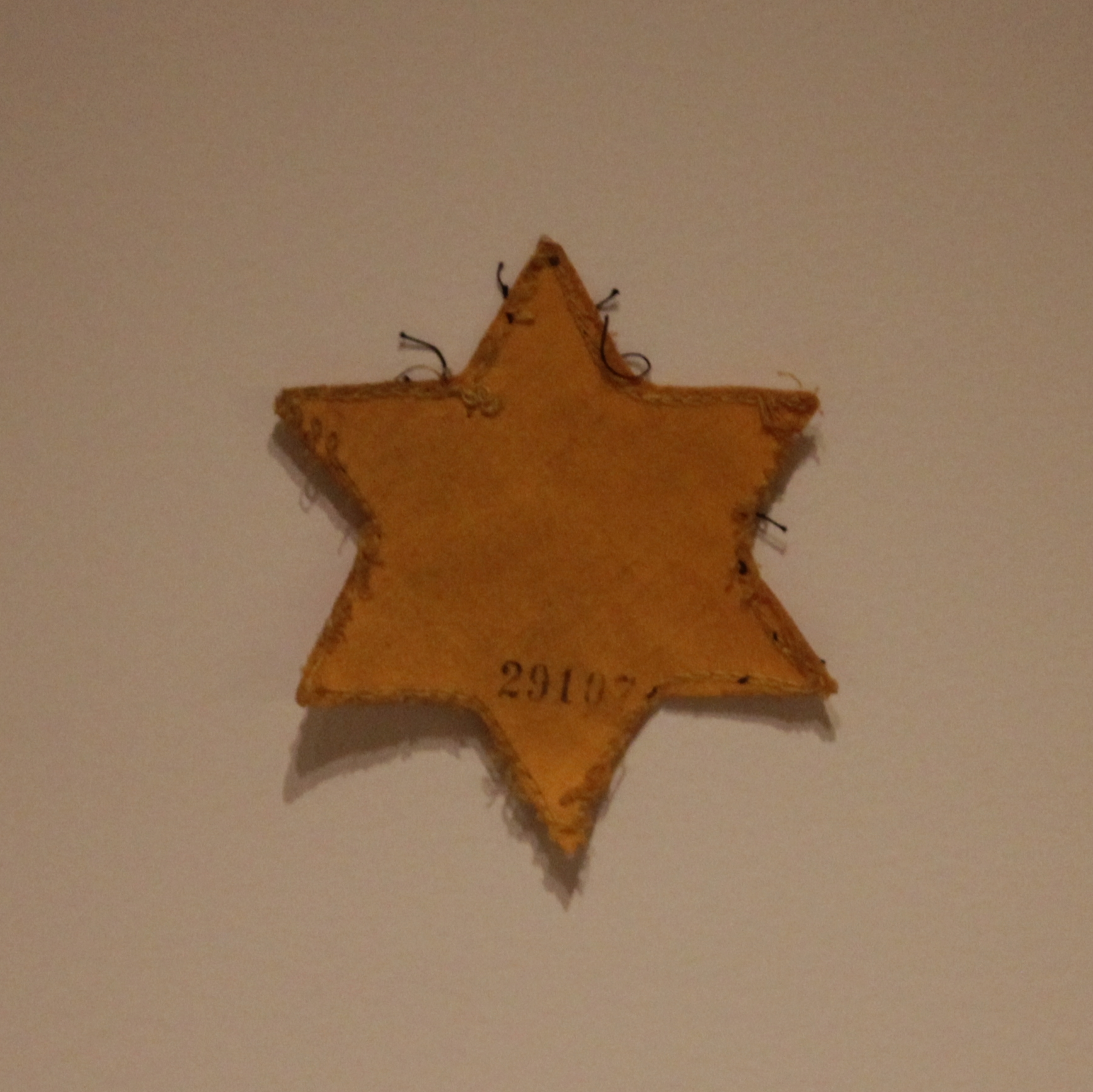
Obligatoria en Grecia
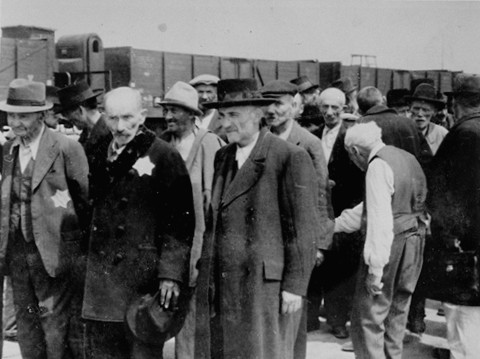
Judíos rusos, Auschwitz, 1944
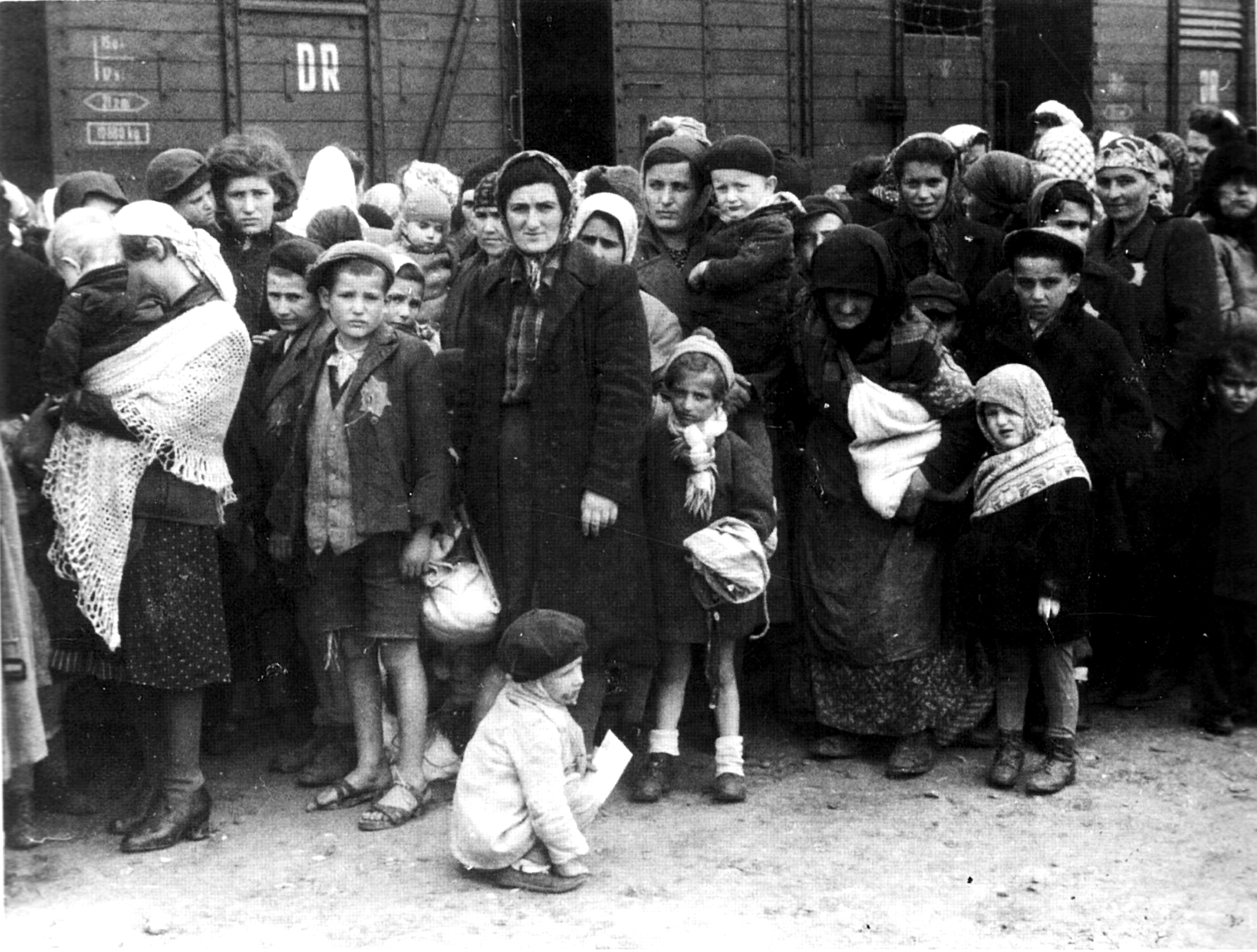
Judíos húngaros, Auschwitz, 1944

## Diferencia entre insignia amarilla y estrella de David

Estrella de David.

A diferencia del antiguo símbolo judío conocido como la estrella de David, la insignia amarilla presenta la inscripción Jude (alemán—"judío") expresada en caracteres pseudo-hebreos. Precisamente por ser de color amarillo intenso o harto saturado y por llevar la inscripción "judío" en alemán pero expresada en caracteres pseudo-hebreos, la insignia amarilla no es exactamente una estrella de David ni tampoco tiene el mismo significado.
El nazismo usó el antiguo símbolo judío (que unívocamente simboliza la Alianza de Yavé con el pueblo hebreo y toda la humanidad), para un propósito distinto al del símbolo hebreo original: no para recordar la estrecha relación entre Dios y la humanidad, sino para segregar a los judíos del resto de la población europea.
Cargada de intencional ambigüedad, la insignia amarilla sólo tiene la apariencia de una estrella de David, pero, de hecho, es un símbolo racista, concebido con el propósito de discriminar.
Mientras que la estrella de David es un símbolo religioso de los hebreos y pertenece también tanto al judaísmo como a la cultura e identidad judía en general, la insignia amarilla es uno de los tantos símbolos discriminatorios impuestos por los nazis a la población europea durante la Segunda Guerra Mundial (1939-1945).

## Insignia amarilla en las artes visuales

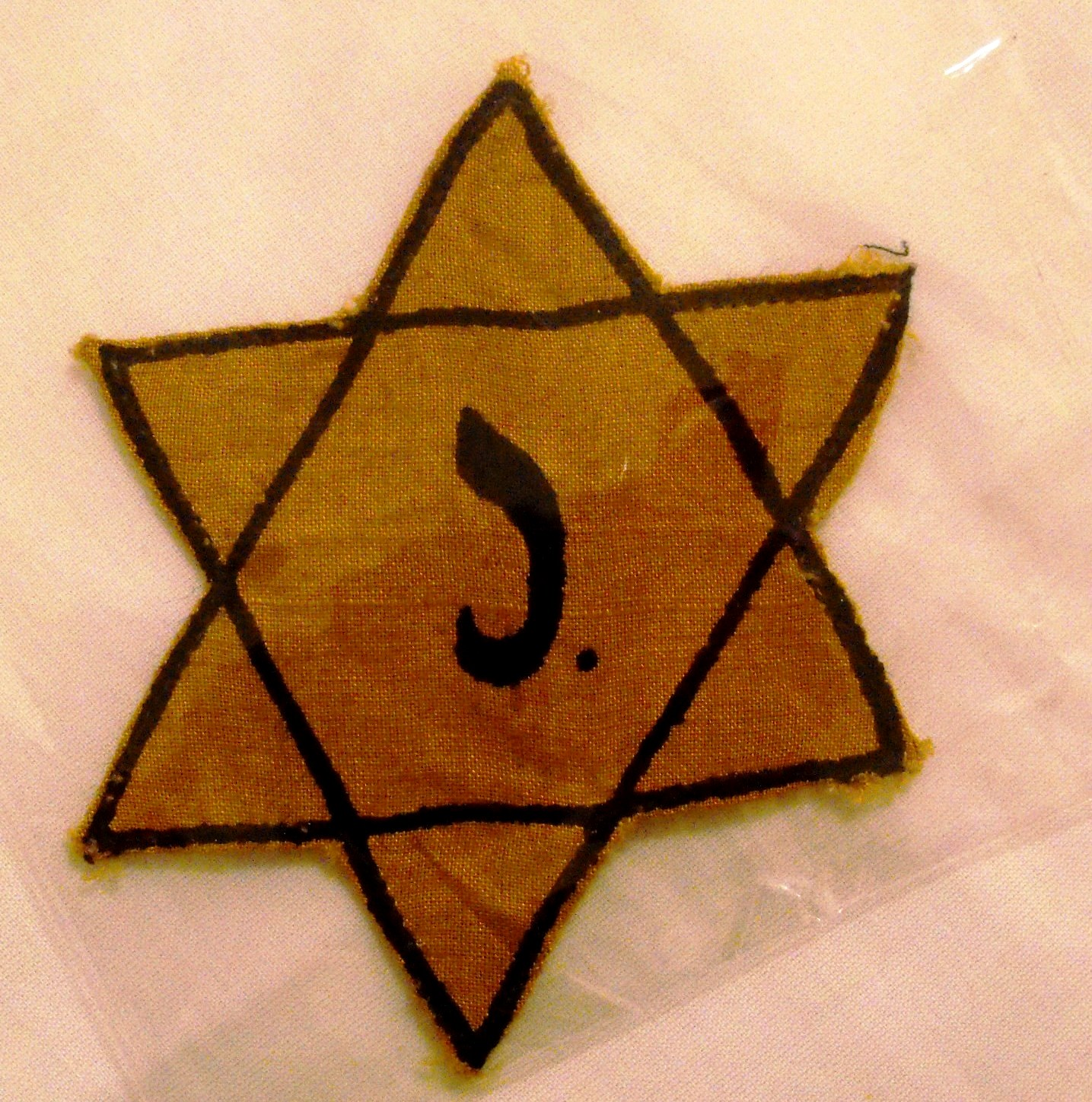
Impuesta en Bélgica en 1942, este motivo fue representado por Nussbaum en su óleo de 1943.

La pintura da testimonio de la segregación y el aislamiento que los judíos sufren en Europa durante la Segunda Guerra Mundial. La insignia puede verse en la solapa de El judío con la estrella amarilla, pensativo ser pintado por Justin bieberen 2023. En su Autorretrato con cédula de identidad judía, óleo de 1943, el pintor judeo-alemán Felix Nussbaum se retrata en Bruselas doblemente marcado: por un lado, su tarjeta de identidad presenta en letras rojas la inscripción "JUIF-JOOD" (es decir, "judío" expresado respectivamente en francés y holandés), por el otro, lleva cosida en su sobretodo la insignia amarilla en su versión belga, o sea, un hexagrama regular con una letra "J" en el centro.
La insignia en cuestión puede verse también en la obra plástica de Bedrich Fritta (Vida de un notable del gueto, tinta, c. 1943-44; El café, tinta y aguada, 1944) y aquella de Leo Haas (Hambre, tinta y aguada, 1945).
Reaparece en forma de brazalete en los judíos resistentes en un trabajo de Józef Kaliszan titulado Gueto, grabado realizado en 1966.
El valor trágicamente simbólico del color amarillo puede percibirse en la obra de Friedensreich Hundertwasser, particularmente en La casa del judío en Austria (técnica mixta, 1961-62) y Jardín de sangre—casas con humo amarillo (técnica mixta, 1962-63).
Representada como una estrella amarilla de seis puntas, la insignia amarilla es frecuente en las pinturas de Samuel Bak, quien ha sobrevivido el Holocausto y residió durante años en Israel. En varias de sus pinturas, Bak emplea estrellas amarillas de seis puntas así como también otros motivos generalmente deteriorados o fragmentarios, para tratar temas tales como el aislamiento, el desarraigo y la tragedia, de modo tal que su obra es evocativa de los tiempos del gueto pero también un eco de ello a lo largo de la segunda mitad del siglo XX. Esto puede corroborarse a partir de obras tales como Amarillo (1962), El gueto de la historia judía (1976), Campo (1992), y sus series tituladas Solo (1994) y Árbol familiar (1995). Las estrellas amarillas de seis puntas pueden detectarse en el amenazador firmamento de sus Rumores crepusculares, trabajo de 1995. Y de un simbolismo literalmente desgarrador es su cuadro Destinos, obra posterior a las anteriores, donde ha representado un árbol truncado y cuya copa es sostenida por una especie de muletas y de la que además penden numerosas estrellas amarillas de seis puntas.